# Opel Astra
Opel Astra – samochód osobowy klasy kompaktowej produkowany pod niemiecką marką Opel od 1991 roku. Od 2022 roku produkowana jest szósta generacja pojazdu.

## Pierwsza generacja

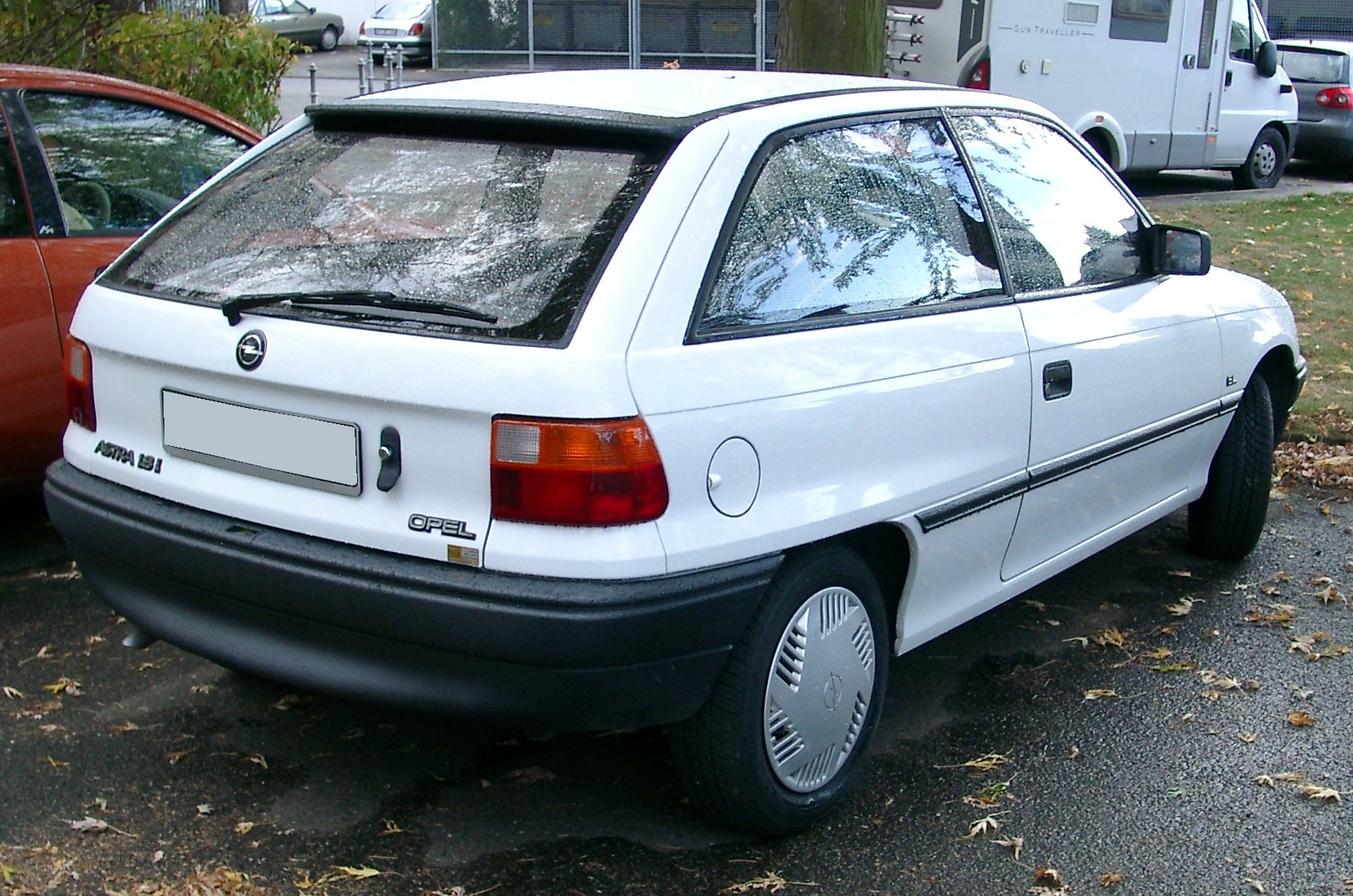
Opel Astra F – tył

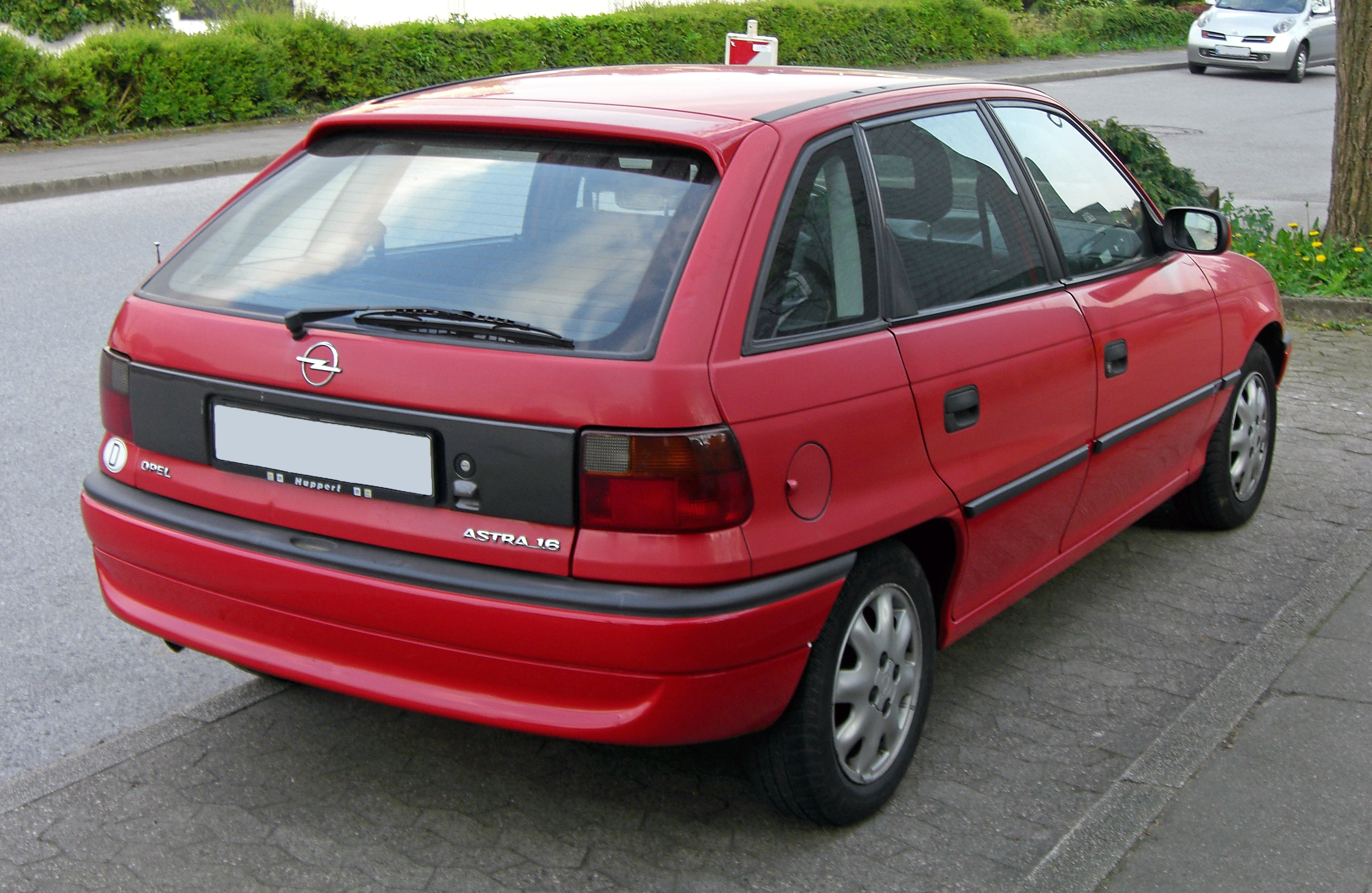
Opel Astra F 5D

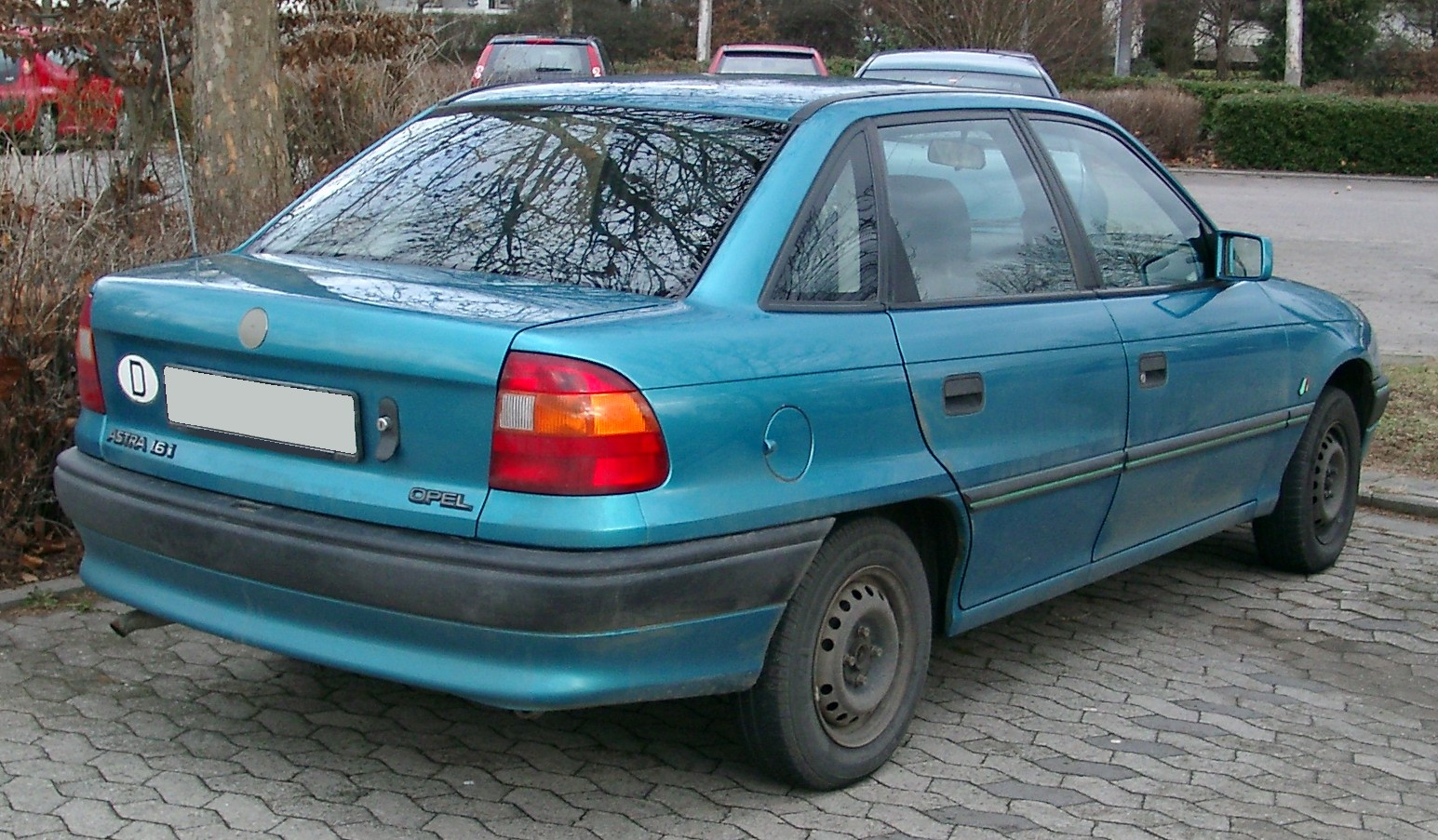
Opel Astra F Sedan

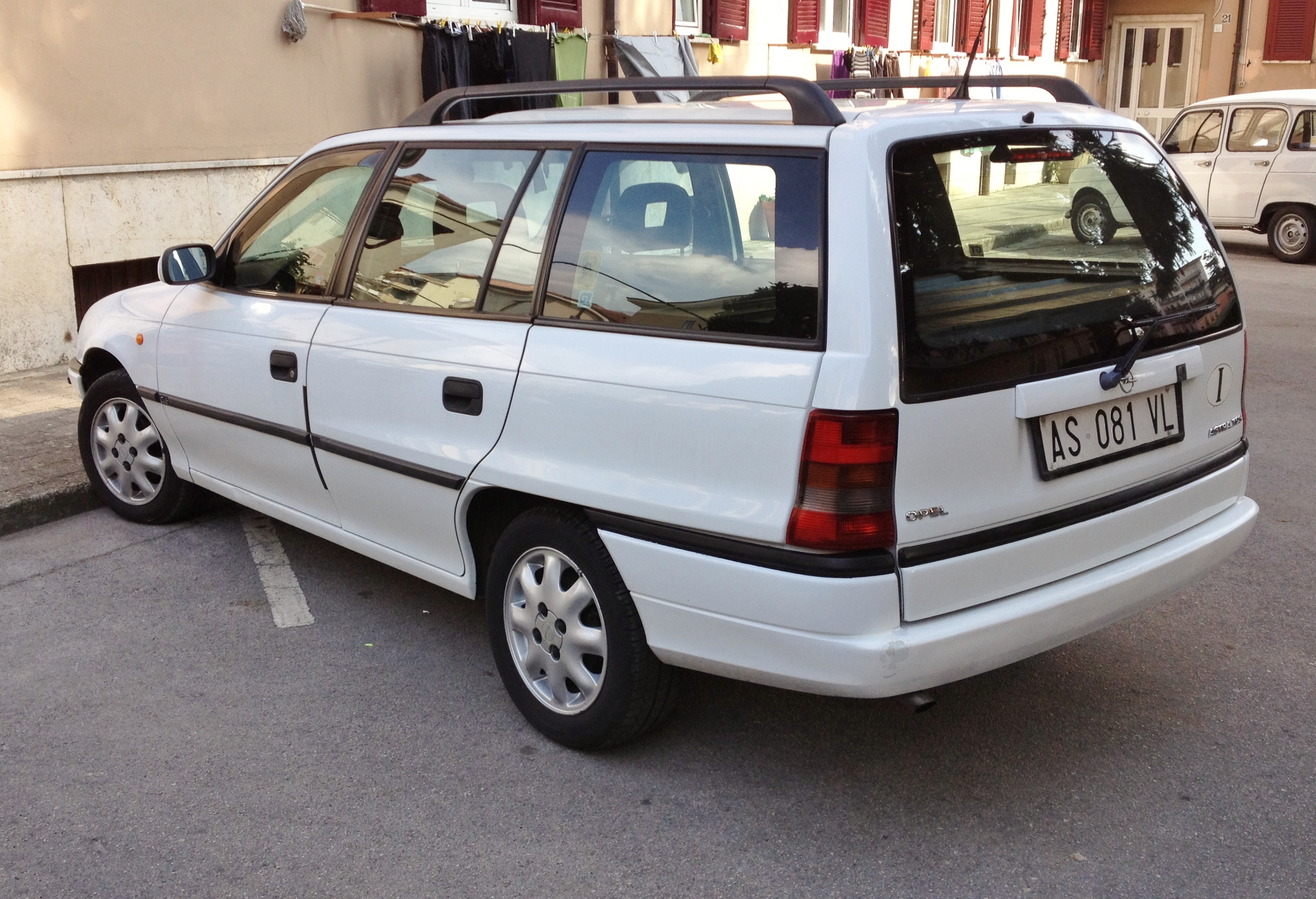
Opel Astra F Caravan

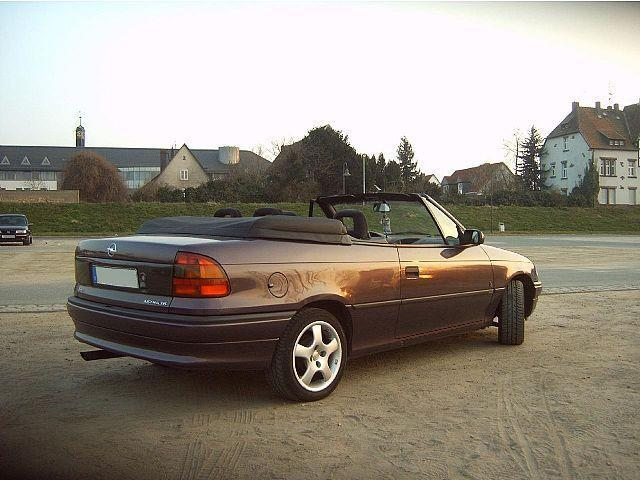
Opel Astra F Cabrio

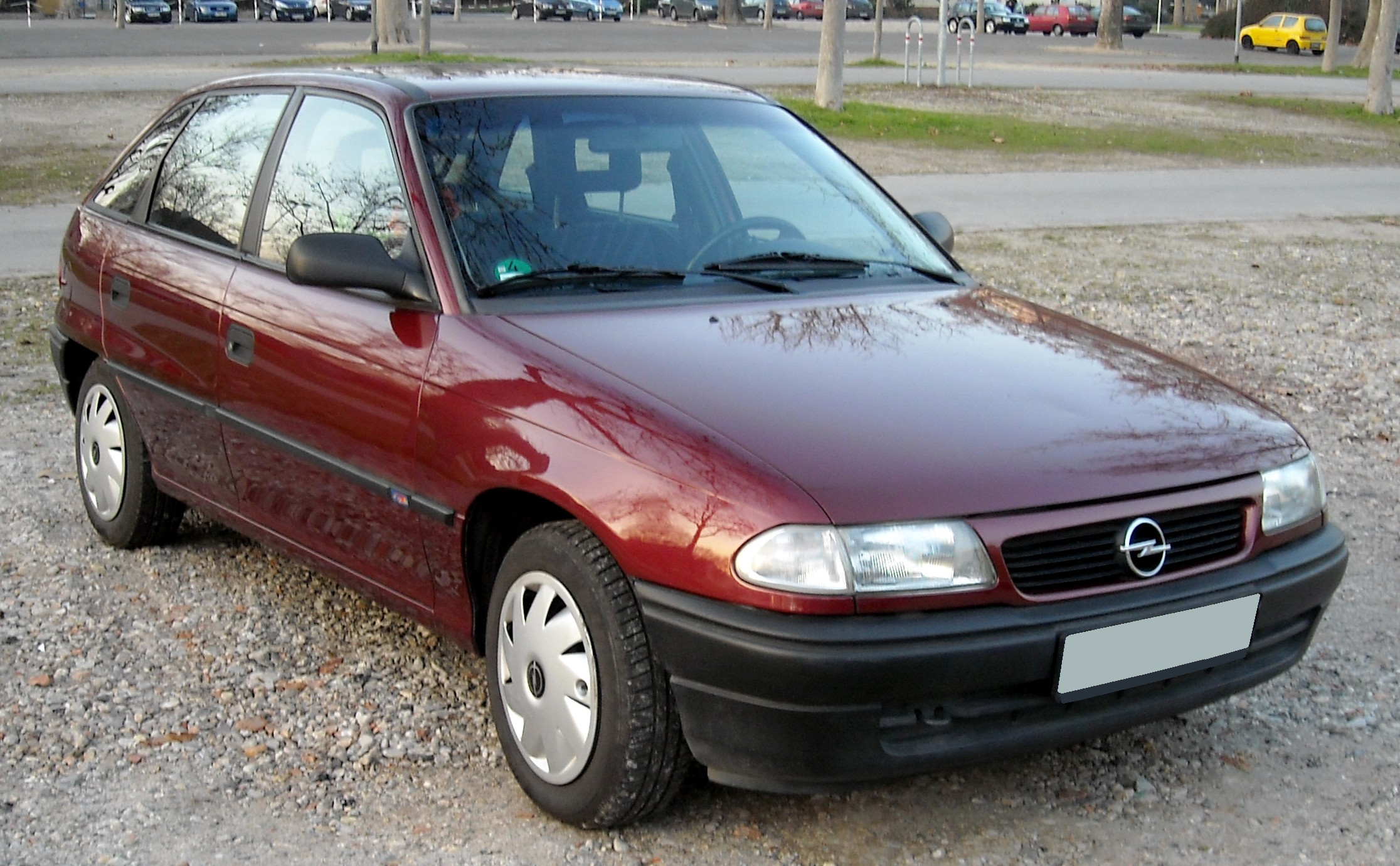
Opel Astra F po liftingu

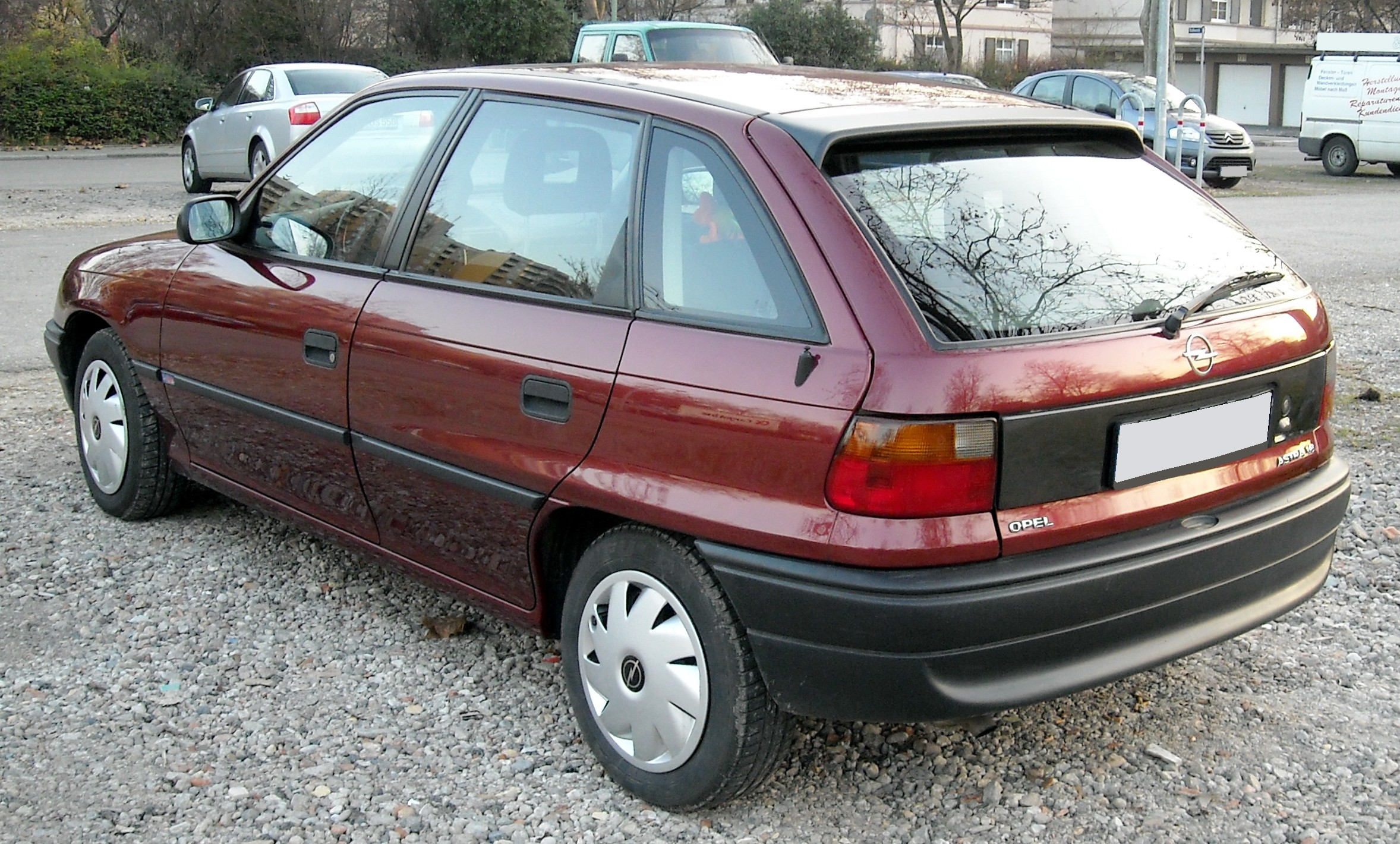
Opel Astra F po liftingu - tył

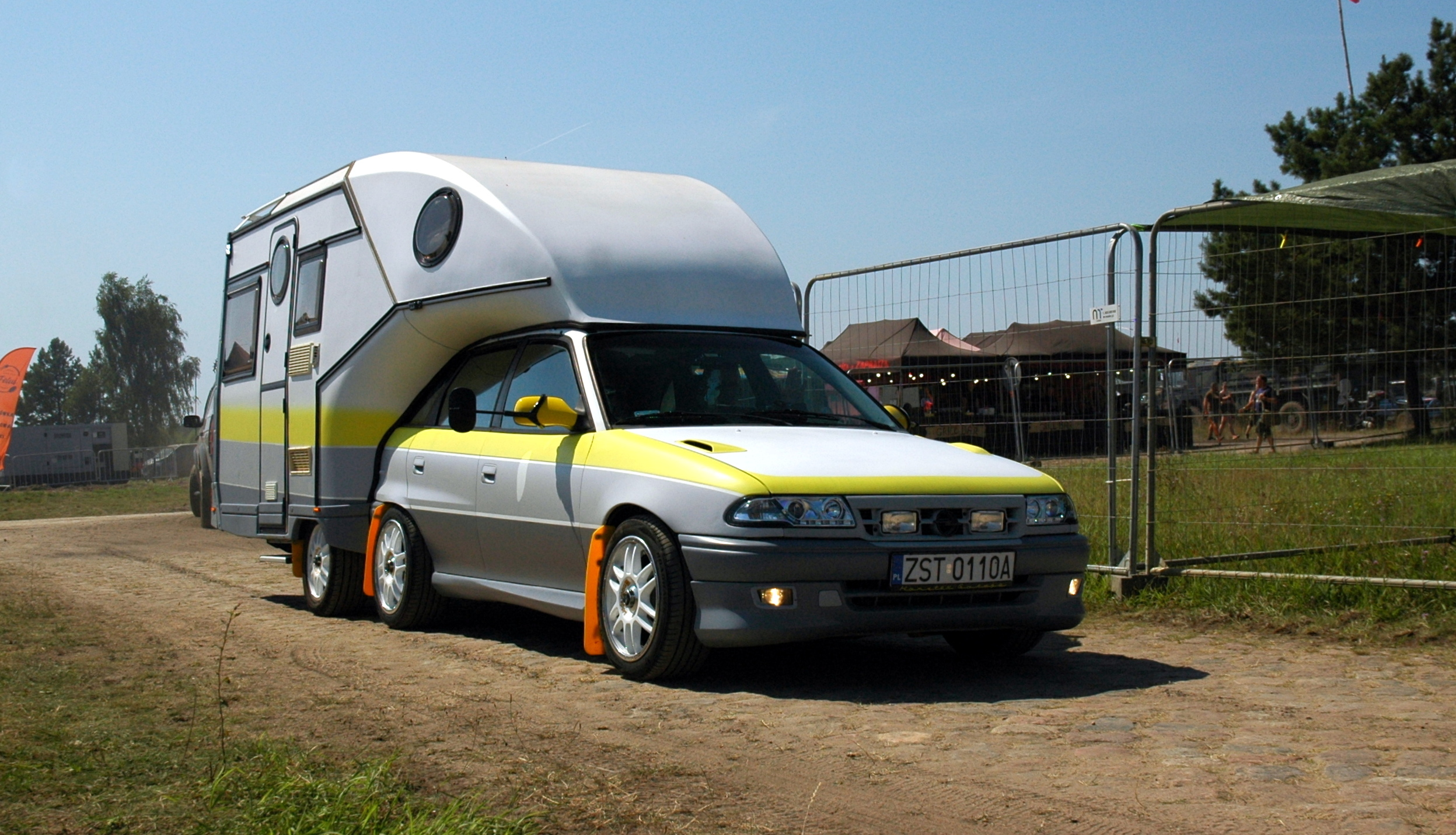
Nietypowy Opel Astra z nadstawką

Opel Astra I został zaprezentowany po raz pierwszy w 1991 roku.
Samochód został po raz pierwszy oficjalnie zaprezentowany podczas targów motoryzacyjnych we Frankfurcie w 1991 roku. Model konstrukcyjnie bazował na poprzedniku - Kadecie E, jednak był w stosunku do niego mocno zmodernizowany. W pracach nad konstrukcją pojazdu w Technicznym Centrum Rozwoju Opla w Rüsselsheim uczestniczyło ponad 8 tysięcy inżynierów, techników i projektantów. Początkowo pojazd oferowany był w wersji hatchback i kombi. Rok później do oferty wprowadzona została wersja sedan pojazdu, a w 1993 roku wprowadzono nadwozie typu kabriolet wyposażone w brezentowy dach, które zaprojektowane zostało przez włoską firmę stylistyczną Bertone.
Nazwa Astra nie jest „autorskim” pomysłem Opla. Została ona zapożyczona tak naprawdę od bratniej firmy Vauxhall, która stosuje ją już od 1979 roku dla dwóch ostatnich wcieleń Opla Kadetta. Ujednolicenie nazw zostało wdrożone w ramach nowej polityki koncernu General Motors, ówczesnego właściciela Opla i Vauxhalla. Na mocy tego poza Kadettem i Astrą z początkiem lat 90. przemianowano jeszcze Vauxhalla Nova na Corsę, Vauxhalla Carlton na Omegę i Vauxhalla Cavaliera na Vectrę.
W sierpniu 1994 roku auto przeszło delikatną modernizację. Zmieniona została atrapa chłodnicy, kolor kloszy kierunkowskazów przednich z pomarańczowych na przezroczyste, koło kierownicy, wzór tapicerki oraz lusterek zewnętrznych. W międzyczasie w ofercie jednostek napędowych pojazdu pojawiły się silniki z rodziny Ecotec.
W latach 1991–1998 pojazd produkowany był pod nazwą Astra. Od 1998 roku, po przeniesieniu produkcji modelu do Gliwic oraz rozpoczęciu produkcji modelu Astra G, kontynuowano produkcję pojazdu pod nazwą Astra Classic do 2002 roku.

### Wersje wyposażeniowe
- CD (1992-1994)
- CDX (1995-1996)
- Classic (2000-2002)
- Club (1991-1996)
- Dream (od 1996)
- GL (1991-1997)
- GLS (1991-1996)
- GSI (1991-1996)
- GT (1991-1994)
- Motion (1991-1996)
- Sport (1993-1996)
- Style (od 1999. w 2 poduszki powietrzne, system ABS, wspomaganie kierownicy, elektryczne sterowanie szyb, elektryczne sterowanie lusterek, elektrycznie sterowany szyberdach oraz klimatyzację.

Wyposażenie Astry Classic:
- GL Base
- GL MID
- GL+ Base
- GL+ MID
- GL+ MAX

Standardowe wyposażenie podstawowej wersji Astry Classic obejmuje m.in. immobilizer, katalizator. W zależności od wersji wyposażeniowej pojazdu, auto doposażone mogło być opcjonalnie m.in. we wspomaganie kierownicy, system ABS, zamek centralny, metalizowany lakier, obrotomierz oraz regulowany na wysokość fotel kierowcy.

#### Serie limitowane
1991–1994
- 25 Line
- California
- Elegance
- Hattrick SD
- Hattrick Klima
- Plus SD
- Plus Klima
- Sportive oznaczany jako SI
- Vision
- Irmsion
- Dubai Edition

1995–1998 (Facelifting)
- Euro cup (mundial 1996)
- Sunshine
- Champion
- Champion II
- Dream (z elektrycznym szyberdachem)
- Motion (el. szyberdach, alufelgi, sportowa stylizacja, antena dachowa)
- Cool (z klimatyzacją)
- Cool Dream (z klimatyzacją)
- Cool Motion (z klimatyzacją)
- Season
- Style
- Dubai Edition

### Silniki
| Wersja                | Silnik:                          | Oznaczenie kodowe: | Układ zasilania:   | Średnica × skok tłoka: | St. sprężania:     | Moc maksymalna:                    | Maks. moment obrotowy      | 0–100 km/h:        | V-max:             |
| Silniki benzynowe:    | Silniki benzynowe:               | Silniki benzynowe: | Silniki benzynowe: | Silniki benzynowe:     | Silniki benzynowe: | Silniki benzynowe:                 | Silniki benzynowe:         | Silniki benzynowe: | Silniki benzynowe: |
| --------------------- | -------------------------------- | ------------------ | ------------------ | ---------------------- | ------------------ | ---------------------------------- | -------------------------- | ------------------ | ------------------ |
| 1.4i                  | R4 1,4 l (1389 cm³), SOHC        | C14NZ              | wtrysk             | 77,60 × 73,40 mm       | 9,4:1              | 60 KM (44 kW) przy 5200 obr./min   | 103 N·m przy 2800 obr./min | 16 s               | 160 km/h           |
| 1.4i SE               | R4 1,4 l (1389 cm³), SOHC        | C14SE              | wtrysk             | 77,60 × 73,40 mm       | 9,4:1              | 82 KM (60 kW) przy 5800 obr./min   | 113 N·m przy 3400 obr./min | 12,8 s             | 171 km/h           |
| 1.4i 16v              | R4 1,4 l (1389 cm³), DOHC        | X14XE              | wtrysk             | 77,60 × 73,40 mm       | 10,5:1             | 90 KM (66 kW) przy 6000 obr./min   | 125 N·m przy 4000 obr./min | 13 s               | 178 km/h           |
| 1.6i                  | R4 1.6 l (1598 cm³) SOHC         | X16SZ              | wtrysk             | 79,00 × 81,50 mm       | 10:1               | 71 KM (52 kW) przy 5000 obr./min   | 128 N·m przy 2800 obr./min | 14 s               | 170 km/h           |
| 1.6i                  | R4 1.6 l (1598 cm³) SOHC         | C16NZ              | wtrysk             | 79,00 × 81,50 mm       | 9,8:1              | 75 KM (55 kW) przy 5600 obr./min   | 105 N·m przy 3400 obr./min | 14 s               | 166 km/h           |
| 1.6Si                 | R4 1,6 l (1598 cm³), SOHC        | C16SE              | wtrysk             | 79,00 × 81,50 mm       | 9,8:1              | 101 KM (74 kW) przy 5600 obr./min  | 136 N·m przy 3400 obr./min | 10,5 s             | 190 km/h           |
| 1.6i 16v              | R4 1.6 l (1598 cm³) DOHC         | X16XEL             | wtrysk             | 79,00 × 81,50 mm       | 10,5:1             | 101 KM (74 kW) przy 6200 obr./min  | 148 N·m przy 3500 obr./min | 11,5 s             | 190 km/h           |
| 1.8i                  | R4 1.8 l (1798 cm³) SOHC         | C18NZ              | wtrysk             | 84,80 × 79,50 mm       | 9,2:1              | 90 KM (66 kW) przy 5600 obr./min   | 145 N·m przy 3000 obr./min | 11 s               | 185 km/h           |
| 1.8i 16v              | R4 1,8 l (1796 cm³), DOHC        | C18XEL             | wtrysk             | 84,80 × 79,50 mm       | 10,8:1             | 116 KM (85 kW) przy 5400 obr./min  | 168 N·m przy 4000 obr./min | 9,5 s              | 201 km/h           |
| 1.8i 16v Sport        | R4 1,8 l (1796 cm³), DOHC        | C18XE              | wtrysk             | 84,80 × 79,50 mm       | 10,8:1             | 125 KM (92 kW) przy 5600 obr./min  | 168 N·m przy 4800 obr./min | 8,5 s              | 201 km/h           |
| 2.0i                  | R4 2,0 l (1998 cm³), SOHC        | C20NE              | wtrysk Bo-Mot      | 86,00 × 86,00 mm       | 9,2:1              | 116 KM (85 kW) przy 5200 obr./min  | 169 N·m przy 2600 obr./min | 9,5 s              | 200 km/h           |
| 2.0i 16v              | R4 2,0 l (1998 cm³), DOHC        | X20XEV             | wtrysk             | 86,00 × 86,00 mm       | 10,8:1             | 136 KM (100 kW) przy 6000 obr./min | 185 N·m przy 4000 obr./min | 9,0 s              | 207 km/h           |
| 2.0i 16v              | R4 2,0 l (1998 cm³), DOHC        | C20XE              | wtrysk Bo-Mot      | 86,00 × 86,00 mm       | 10,5:1             | 150 KM (110 kW) przy 6000 obr./min | 195 N·m przy 4800 obr./min | 8,0 s              | 216 km/h           |
| Silniki wysokoprężne: |                                  |                    |                    |                        |                    |                                    |                            |                    |                    |
| 1.7 D                 | R4 1,7 l (1700 cm³), SOHC        |                    | wtrysk             | 82,50 × 79,50 mm       | 23,0:1             | 57 KM (42 kW) przy 4600 obr./min   | 105 N·m przy 2400 obr./min | 17,3 s             | 150 km/h           |
| 1.7 TD                | R4 1,7 l (1696 cm³), SOHC, Turbo |                    | wtrysk             | 79,00 × 86,00 mm       | 22,0:1             | 68 KM (50 kW) przy 4400 obr./min   | 148 N·m przy 2400 obr./min | 14,3 s             | 170 km/h           |
| 1.7 TD                | R4 1,7 l (1686 cm³), SOHC, Turbo |                    | wtrysk             | 79,00 × 86,00 mm       | 22,0:1             | 82 KM (60 kW) przy 4400 obr./min   | 168 N·m przy 2400 obr./min | 12,3 s             | 180 km/h           |

### Opel Astra GSi

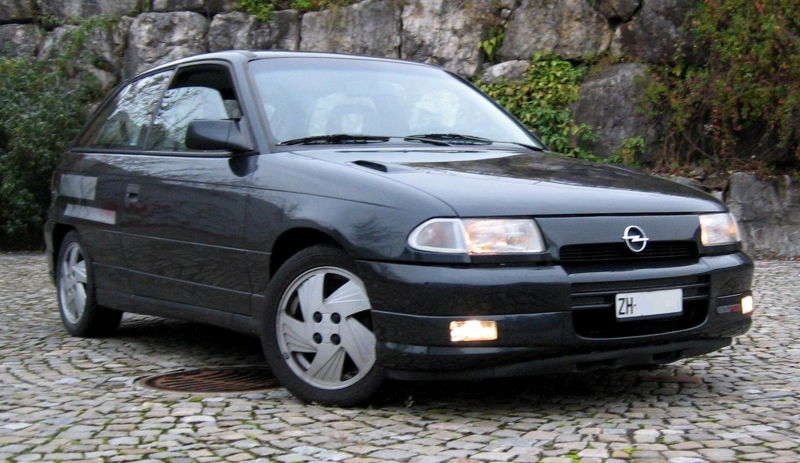
Opel Astra GSi

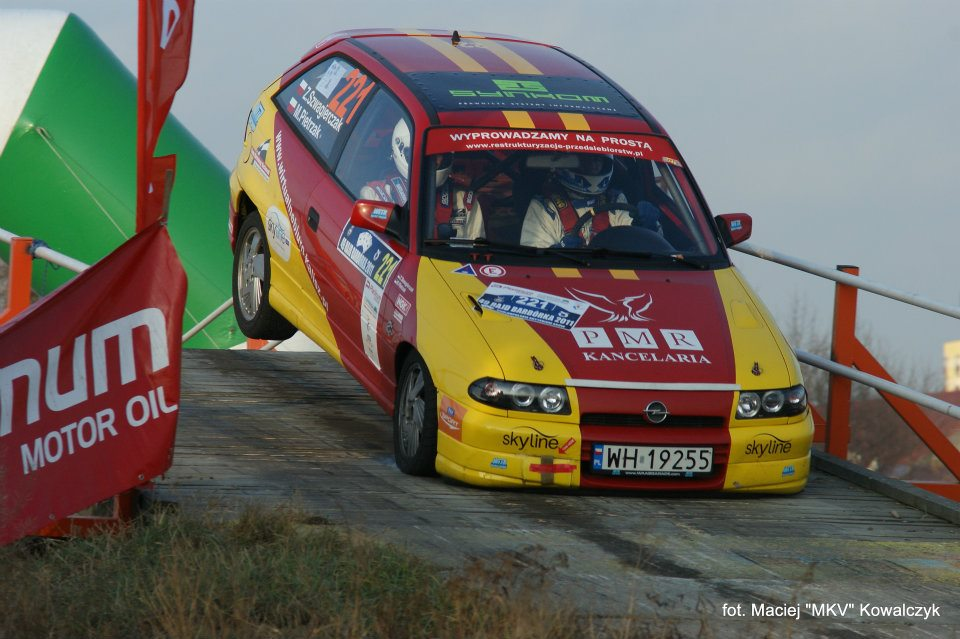
Opel Astra GSi podczas 49. Rajdu Barbórki Warszawskiej

Astra GSi to sportowa wersja kompaktowego Opla. Model ten pojawił się krótko po premierze Opla Astry w 1991 roku jako następca Kadetta GSi. Model ten był sprzedawany w okresie 1992-1995.
Początkowo GSi oferowane były wyłącznie z silnikami 2.0 – 8v (C20NE – 115KM) oraz 16v (C20XE – 150KM). W okresie od połowy 1993 do połowy 1994 w ofercie pojawił się silnik 1.8 16v o mocy 125KM (Oznaczenie C18XE).
Silnik w wersji C20XE zwany „REDTOP” (w związku z czerwoną nakładką na głowicy) był często używany w innych samochodach wyczynowych. Po przebudowie osiągał moc nawet do 300 KM. Był używany między innymi w bolidach F3, w samochodach Chevrolet startujących w Wyścigowych Mistrzostwach Świata WTCC.
Z silnika tego korzystał także zespół wyścigowy Łada WTCC.
W 1995 roku cała gama Astry przeszła facelifting i od tej pory wersje GSi sprzedawane były z silnikiem 2.0 16v Ecotec (X20XEV – 136KM) Wersje GSi 95' nie różniły się wyglądem od seryjnych Astr, wyróżniał je jedynie małe emblematy GSi na listwach bocznych i blendzie oraz specjalny wzór tapicerki, jednakże na życzenie klienta dostępny był pakiet z wersji przed '95.
Astra GSi była standardowo wyposażona we wspomaganie układu kierowniczego, ABS, ETC (układ kontroli trakcji) – tylko w wersji 150 KM, sportowe siedzenia RECARO, tylne hamulce tarczowo-bębnowe oraz pakiet stylistyczny przeznaczony tylko i wyłącznie do wersji GSi – felgi, zderzaki przednie i tylne, progi, grill, wyloty na masce oraz lotka na tylnej klapie.

## Druga generacja

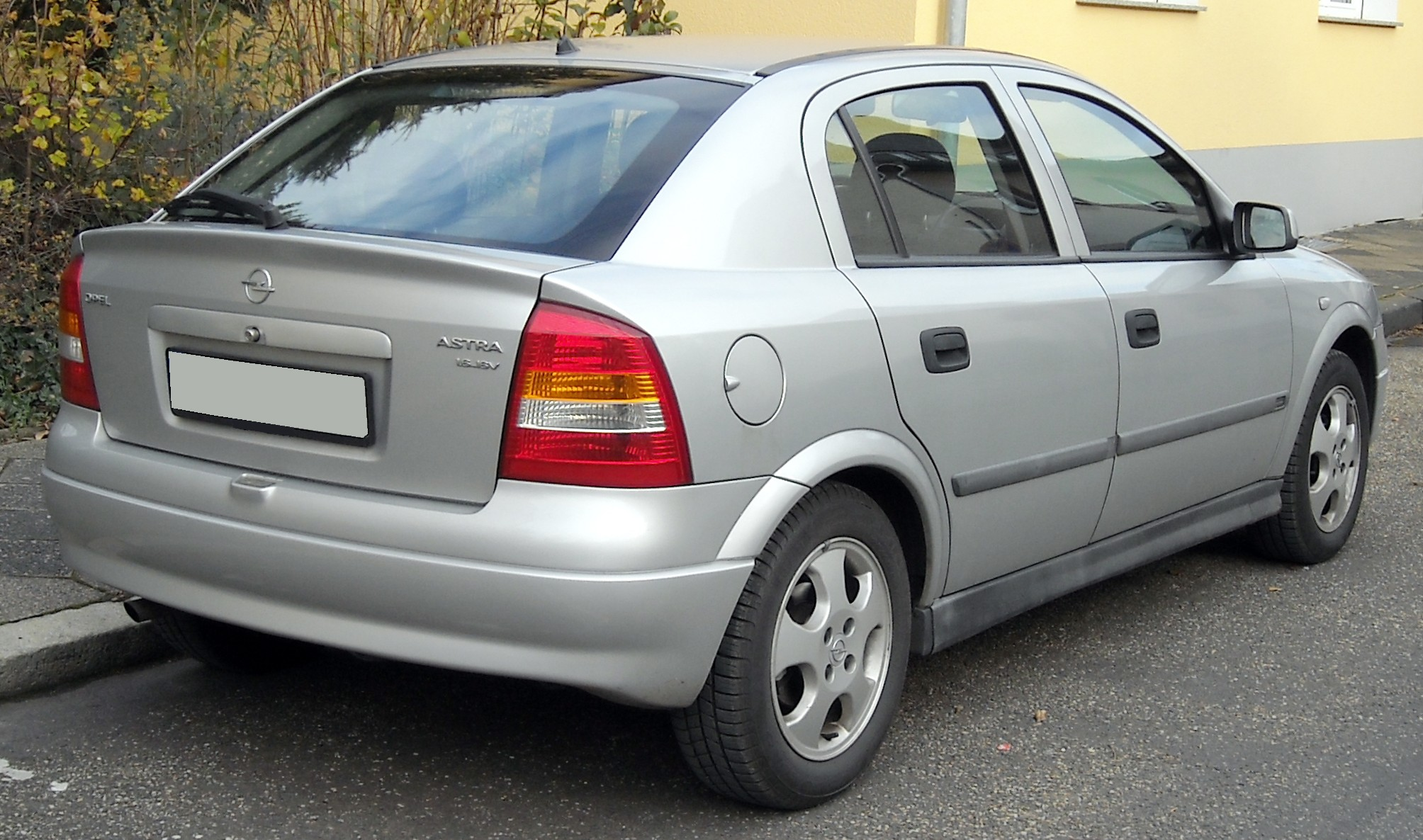
Opel Astra G – tył

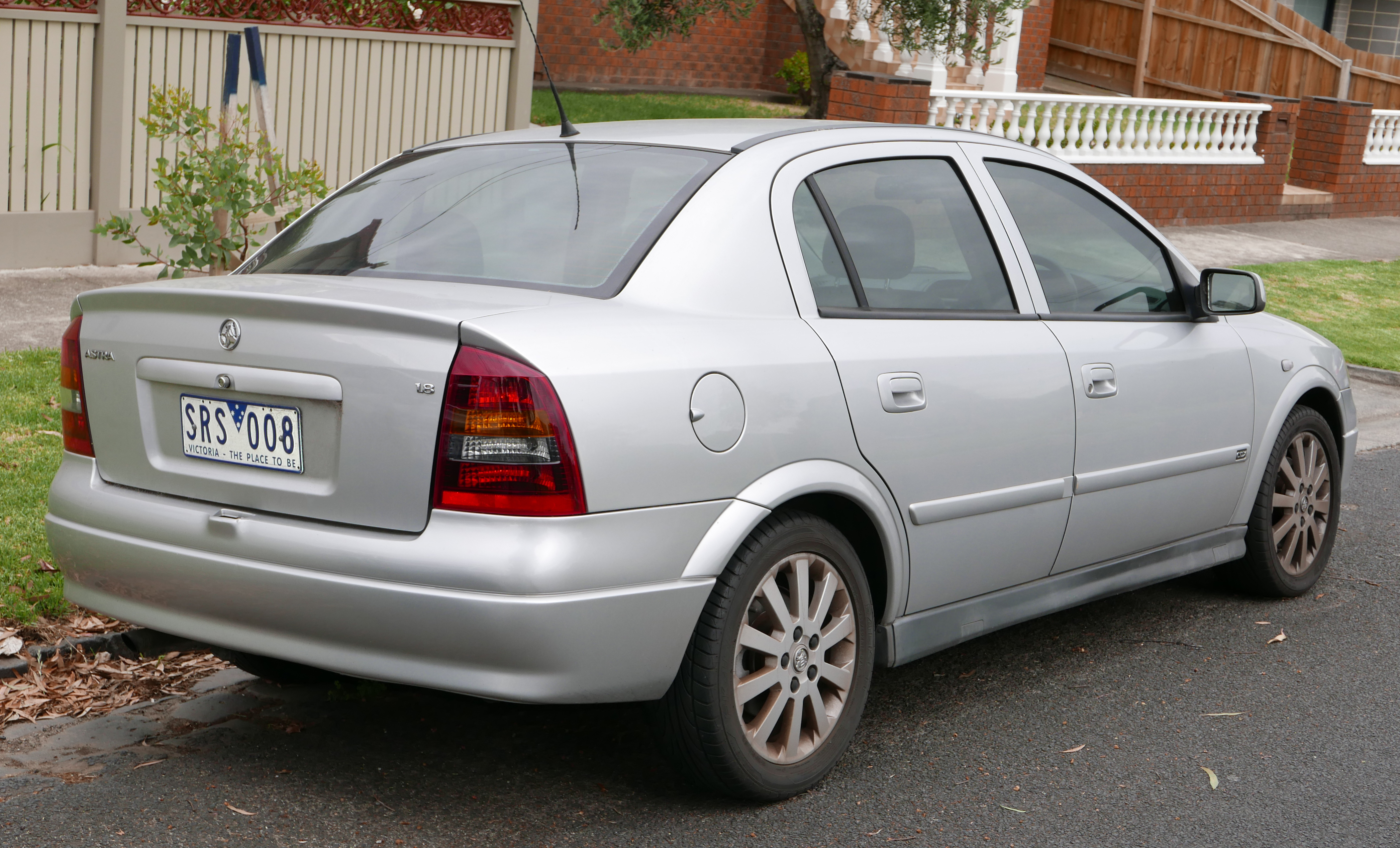
Holden Astra G Sedan

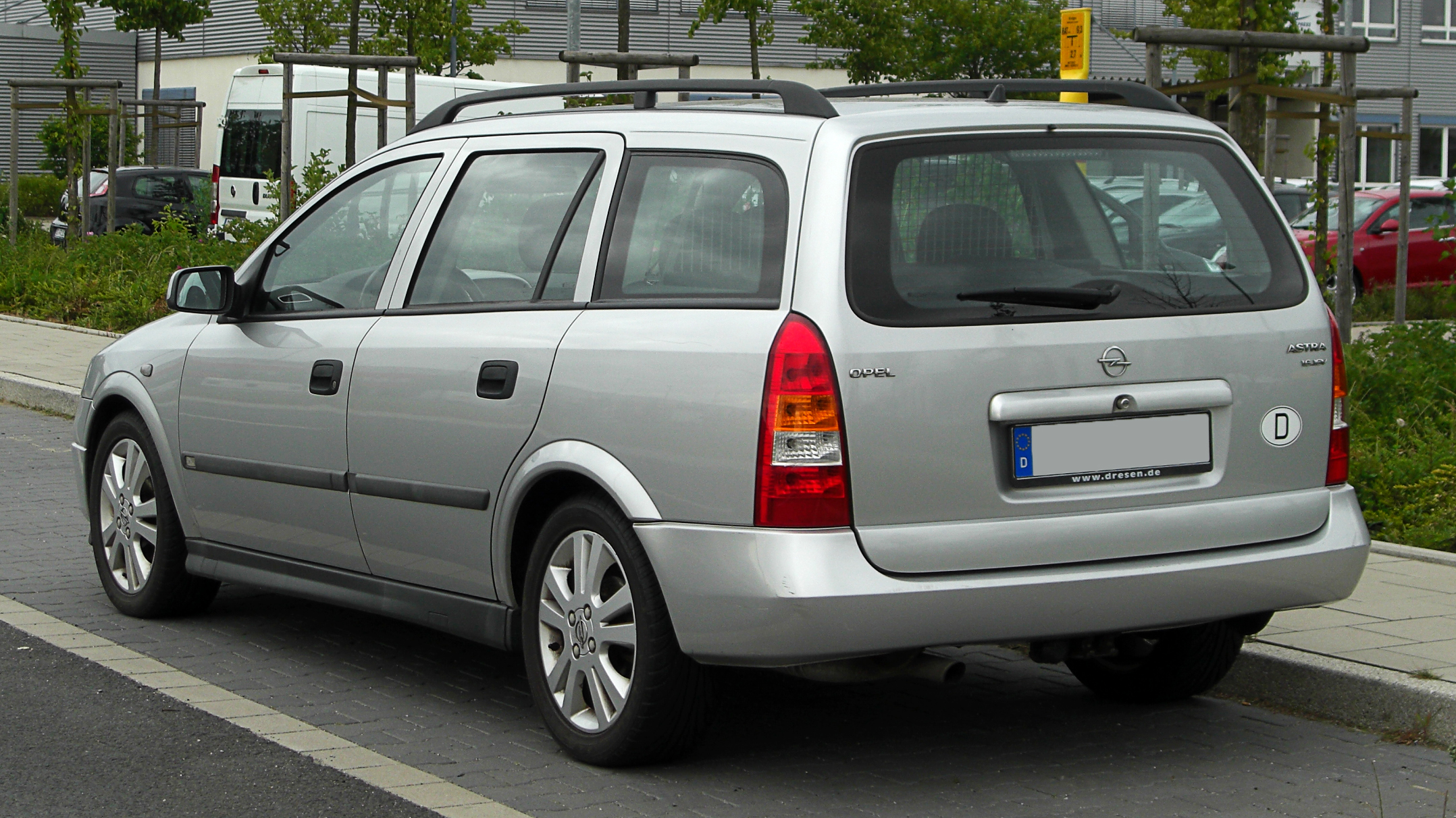
Opel Astra G Caravan

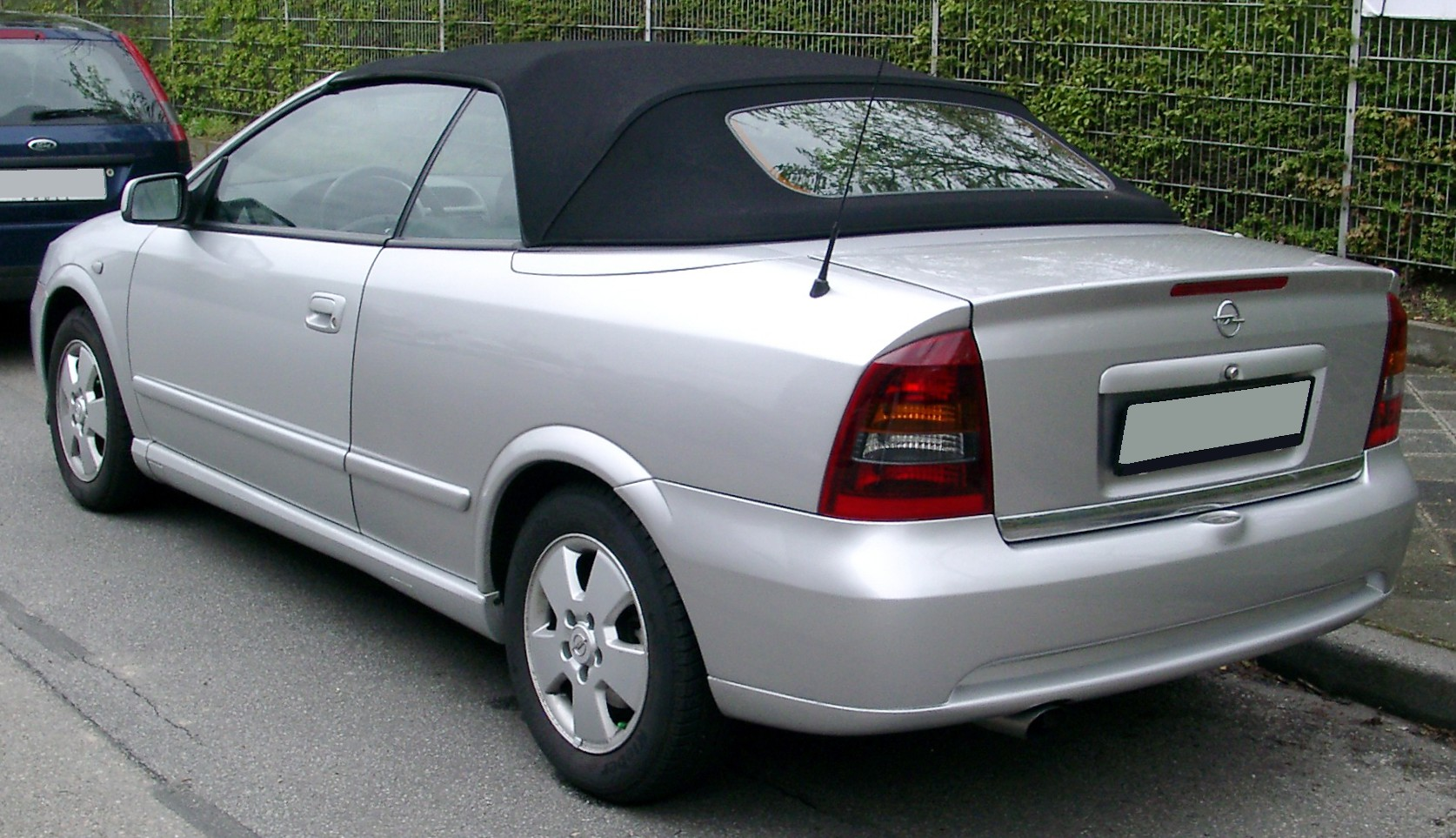
Opel Astra G Cabrio

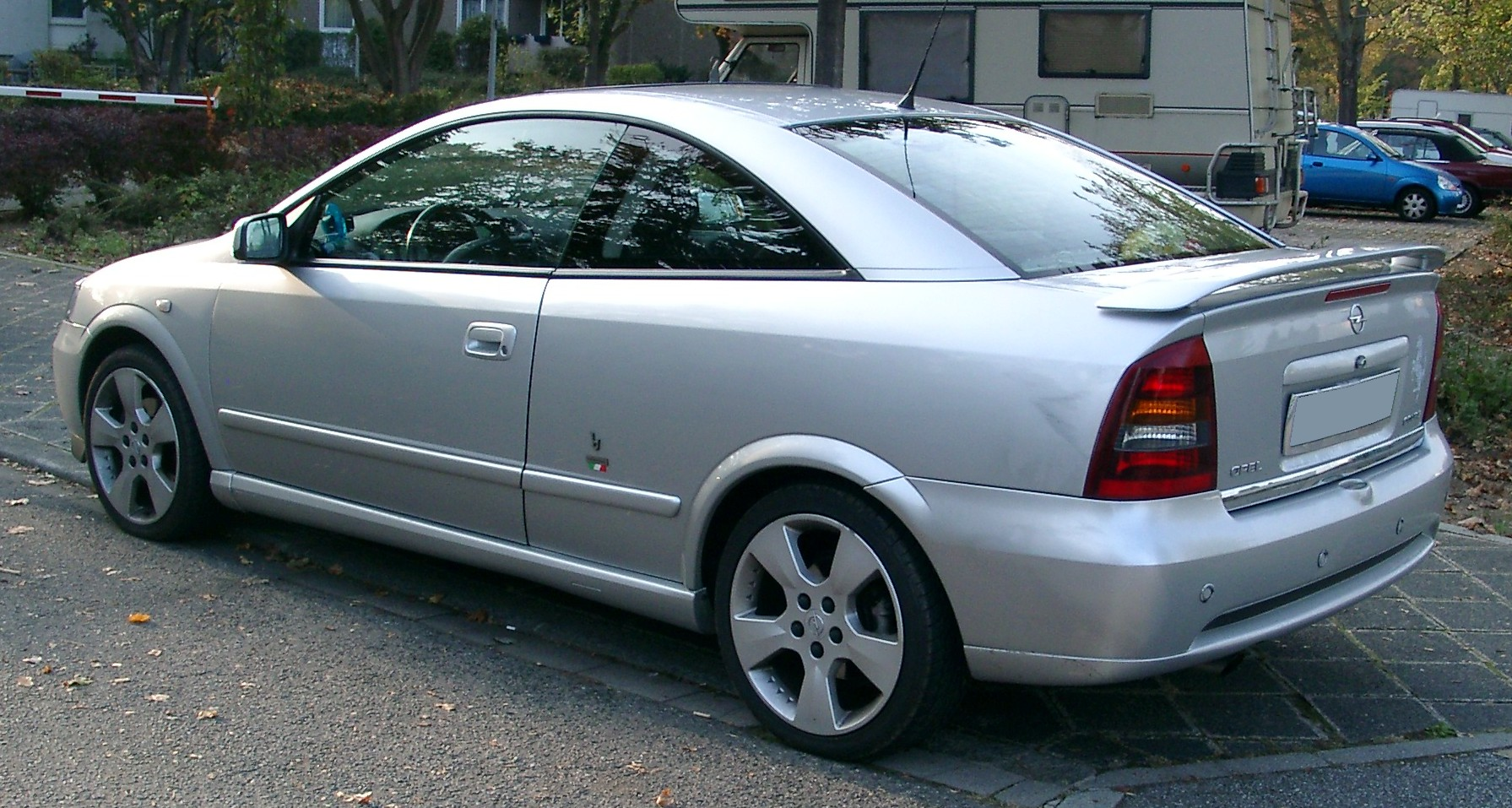
Opel Astra G Coupé

Opel Astra II został zaprezentowany po raz pierwszy w 1998 roku.
Astrę drugiej generacji (oznaczenie fabryczne G) Opel zaprezentował podczas wrześniowego salonu samochodowego we Frankfurcie w 1997 roku. Przez cały okres produkcji samochód nie przeszedł żadnych face liftingów. Równocześnie z Astrą G swoją premierę miał Opel Zafira, oparty na tej samej płycie i podzespołach, a różniący się praktycznie jedynie nadwoziem.
W Gliwicach od 3 października 2003 roku do 27 sierpnia 2009 roku produkowany był model Astra Classic II w czterech wersjach nadwoziowych: sedan, 5-drzwiowy hatchback, kombi oraz van. Ponad 83% produkcji tego modelu trafiło na eksport, przede wszystkim na rynki Europy Środkowej i Wschodniej, ale również do Australii, Nowej Zelandii oraz niektórych krajów Afryki, Ameryki Południowej i Azji. W czasie całego okresu produkcyjnego gliwicki zakład opuściło 243 993 sztuki tego samochodu.
W plebiscycie na Europejski Samochód Roku 1999 model zajął 2. pozycję (za Fordem Focusem).

### Wyposażenie
Standardowe wyposażenie pojazdu obejmuje m.in.: wspomaganie układu kierowniczego, 2 poduszki powietrzne, EBD, immobilizer.
W opcjach wyposażenia można znaleźć m.in.: manualną lub elektroniczną klimatyzację, elektryczne sterowanie lusterek, elektryczne sterowanie szyb, radio CD, komputer pokładowy, szyberdach, reflektory ksenonowe, tempomat, nawigację satelitarną, ABS, ESP, boczne poduszki powietrzne, spryskiwacze reflektorów, skórzaną tapicerkę.

### Wersje wyposażeniowe
- Start
- Base
- GL
- CD
- CDX
- Comfort
- NJoy (od 2002 dla wariantu „Comfort”)
- Sportive (dla wersji „Sport”)
- Eco 4
- Selection
- Elegance
- Fresh (od 2002)
- Club
- Diamant
- Sport

### Wersje limitowane
- Edition 100 (z okazji 100-lecia Opla)
- Edition 2000
- Edition Silver (październik 1998 do stycznia 1999)
- OPC 1 (tylko 3000 sztuk; wrzesień 1999 do marca 2001)
- OPC 2 (od jesieni 2002)
- Edition Bild (od 2002)
- FC Bayern München Edition (tylko 500 sztuk; od lutego 2000)
- Sportsline

### Wersje limitowane dla Cabrio/Coupé
- Edition 90 Jahre Bertone (od końca 2002) 1999 szt.[potrzebny przypis]
- Linea Blu (od października 2002 do początku 2004) 499 szt.
- Linea Rossa (od października 2002 do początku 2004) 599 szt.
- Daytona (od października 2003) 999 szt.
- Silverstone (od października 2003) 999 szt.
- Diamond

### Silniki
| Model              | Oznaczenie kodowe | Moc                                           | 3-drzwiowa | sedan | 5-drzwiowa | Caravan    | Coupé | Cabrio  |
| ------------------ | ----------------- | --------------------------------------------- | ---------- | ----- | ---------- | ---------- | ----- | ------- |
| 1,2 l 16V          | X12XE             | 48 kW / 65 KM do roku 2000                    | ×          |       | ×          | x          |       |         |
| 1,2 l 16V          | Z12XE             | 55 kW / 75 KM od 2000 roku                    | ×          |       | ×          | x          |       |         |
| 1,4 l 16V          | X14XE, Z14XE      | 66 kW / 90 KM                                 | ×          | ×     | ×          | ×          |       |         |
| 1,4 l 16V Twinport | Z14XEP            | 66 kW / 90 KM                                 | ×          | ×     | ×          | ×          |       |         |
| 1,6 l 8V           | X16SZR            | 55 kW / 75 KM do roku 2000                    | ×          | ×     | ×          | ×          |       |         |
| 1,6 l 8V           | Z16SE             | 62 kW / 84 KM od roku 2000                    | ×          | ×     | ×          |            |       |         |
| 1,6 l 16V          | X16XEL, Z16XE     | 74 kW / 101 KM                                | ×          | ×     | ×          | ×          |       | od 2003 |
| 1,6 l 16V Twinport | Z16XEP            | 76 kW / 105 KM                                | ×          | ×     | ×          | ×          | ×     | ×       |
| 1,8 l 16V          | X18XE1            | 85 kW / 116 KM do roku 2000                   | ×          | ×     |            | ×          | ×     |         |
| 1,8 l 16V          | Z18XE             | 92 kW / 125 KM od roku 2000                   | ×          | ×     | ×          | ×          | ×     |         |
| 2,0 l 16V          | X20XEV            | 100 kW / 136 KM wrzesień 1999 do jesieni 2001 | ×          | ×     | ×          | ×          |       |         |
| 2,0 l 16V          | X20XER            | 118 kW / 160 KM wrzesień 1999 do jesieni 2001 | OPC        |       |            |            |       |         |
| 2,2 l 16V          | Z22SE             | 108 kW / 147 KM                               | ×          | ×     | ×          | ×          | ×     | ×       |
| 2,0 l 16V Turbo    | Z20LET            | 147 kW / 200 KM                               | OPC (2002) |       |            | OPC (2002) | ×     | ×       |

### Wysokoprężne
| Model          | Oznaczenie kodowe | Moc            | 3-drzwiowa | sedan | 5-drzwiowa | Caravan | Coupé | Cabrio |
| -------------- | ----------------- | -------------- | ---------- | ----- | ---------- | ------- | ----- | ------ |
| 1,7 l 8V TD    | X17DTL            | 50 kW / 68 KM  | ×          | ×     | ×          | ×       |       |        |
| 1,7 l 16V DTI  | Y17DT             | 55 kW / 75 KM  | ×          | ×     | ×          | ×       |       |        |
| 1,7 l 16V CDTI | Z17DTL            | 59 kW / 80 KM  | ×          | ×     | ×          | ×       |       |        |
| 2,0 l 16V DI   | X20DTL            | 60 kW / 82 KM  | ×          | ×     | ×          | ×       |       |        |
| 2,0 l 16V DTI  | Y20DTH            | 74 kW / 101 KM | ×          | ×     | ×          | ×       |       |        |
| 2,2 l 16V DTI  | Y22DTR            | 92 kW / 125 KM | ×          | ×     | ×          | ×       | ×     | ×      |

## Trzecia generacja

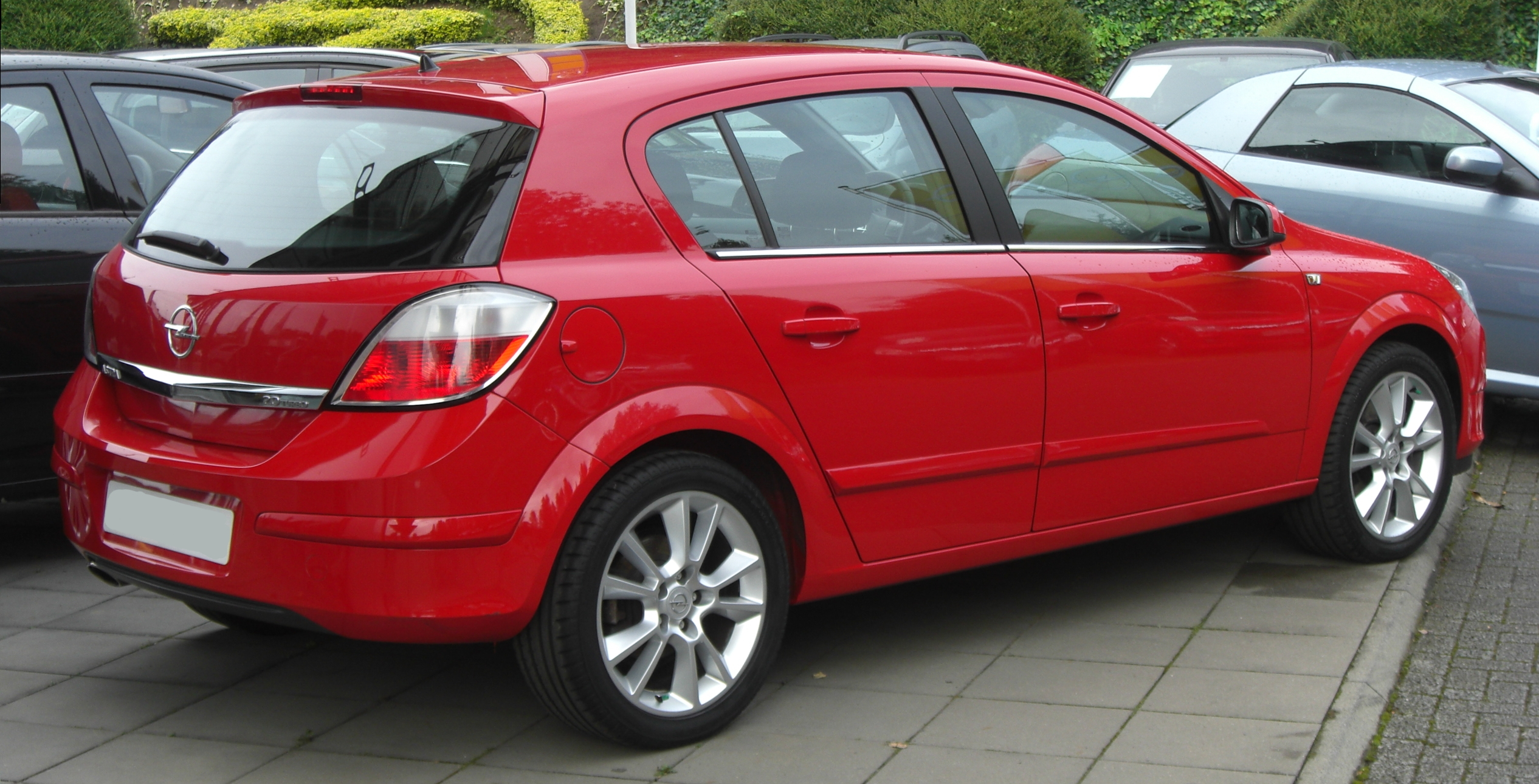
Opel Astra H – tył

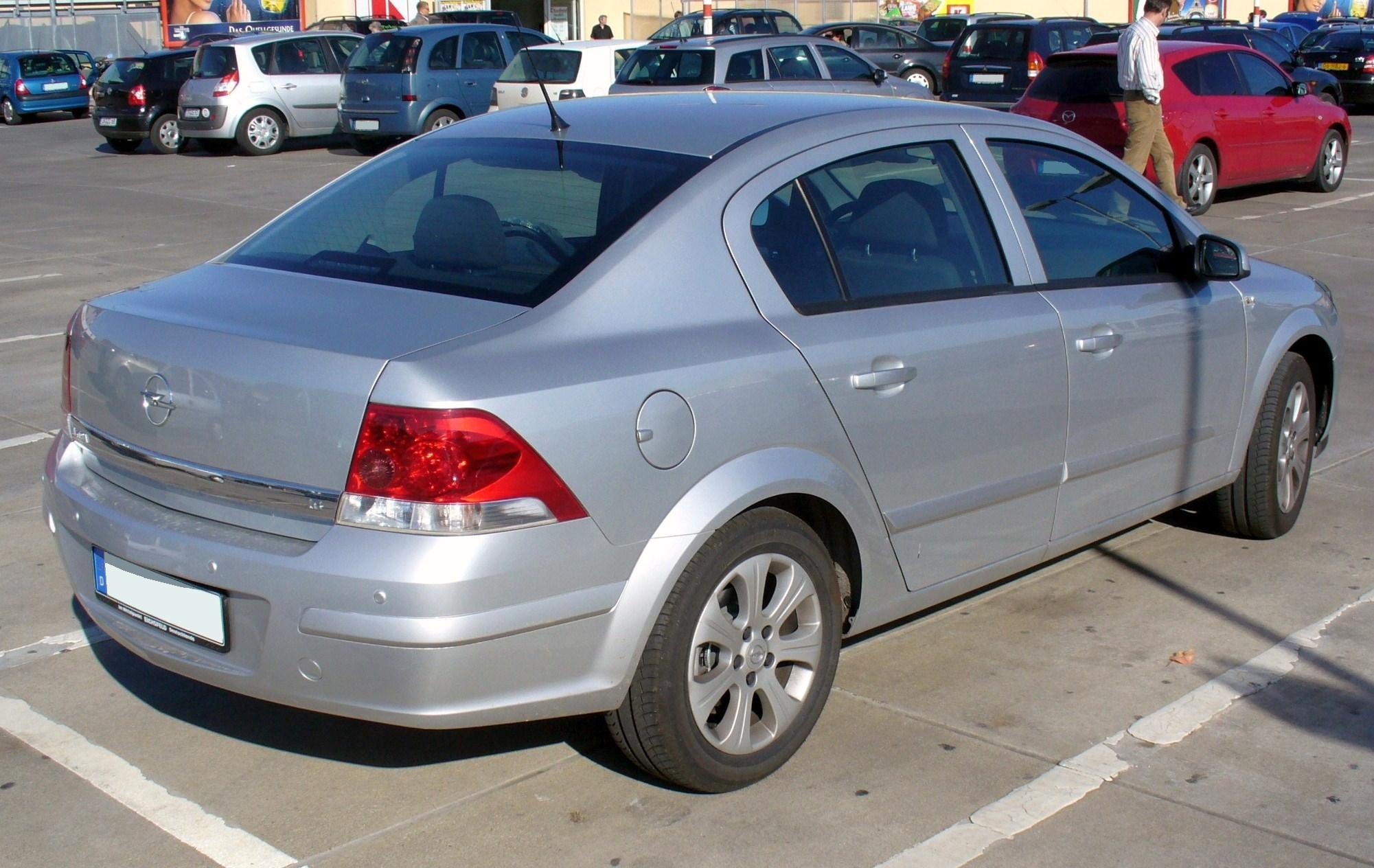
Opel Astra H Sedan

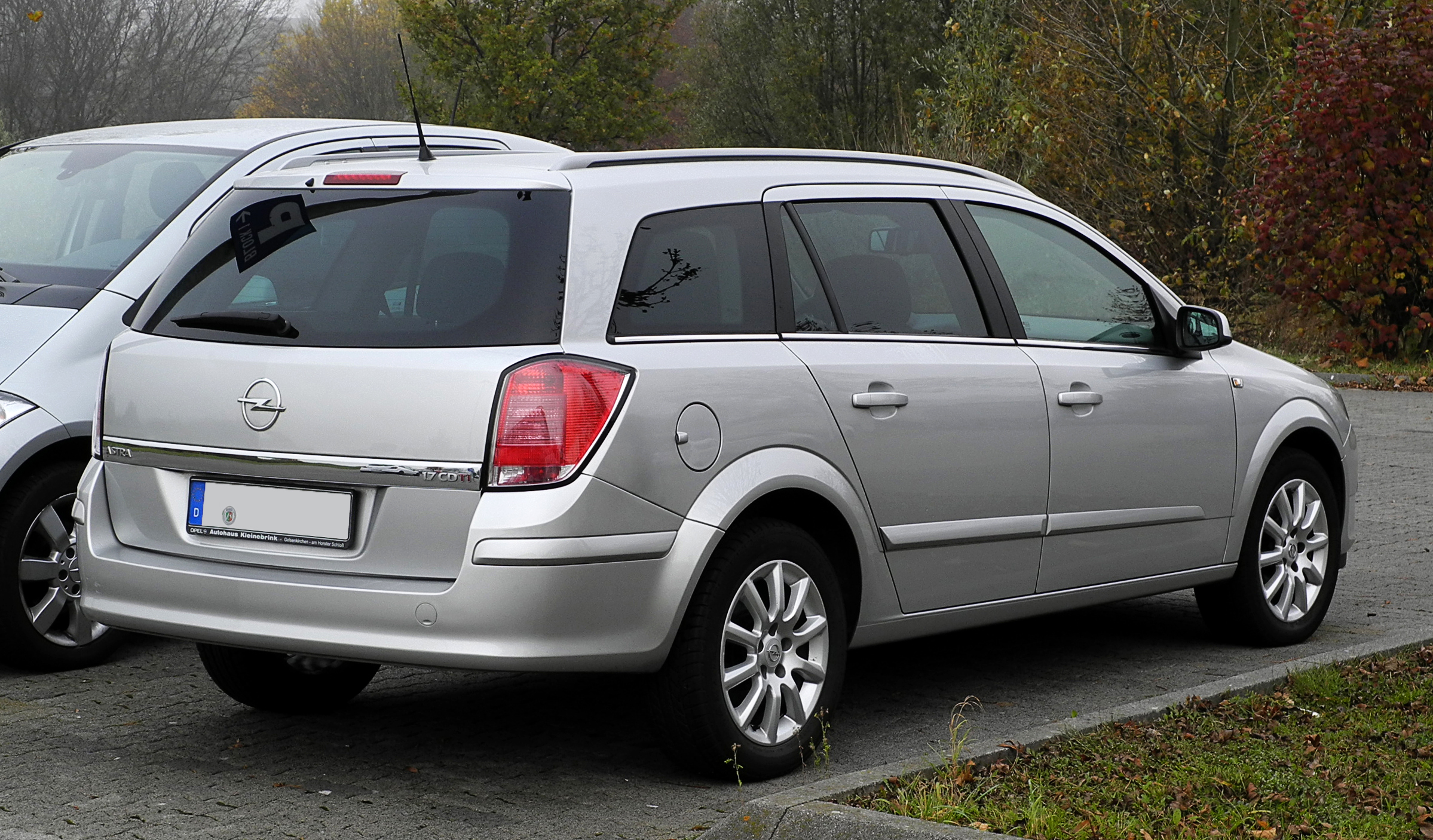
Opel Astra H Caravan

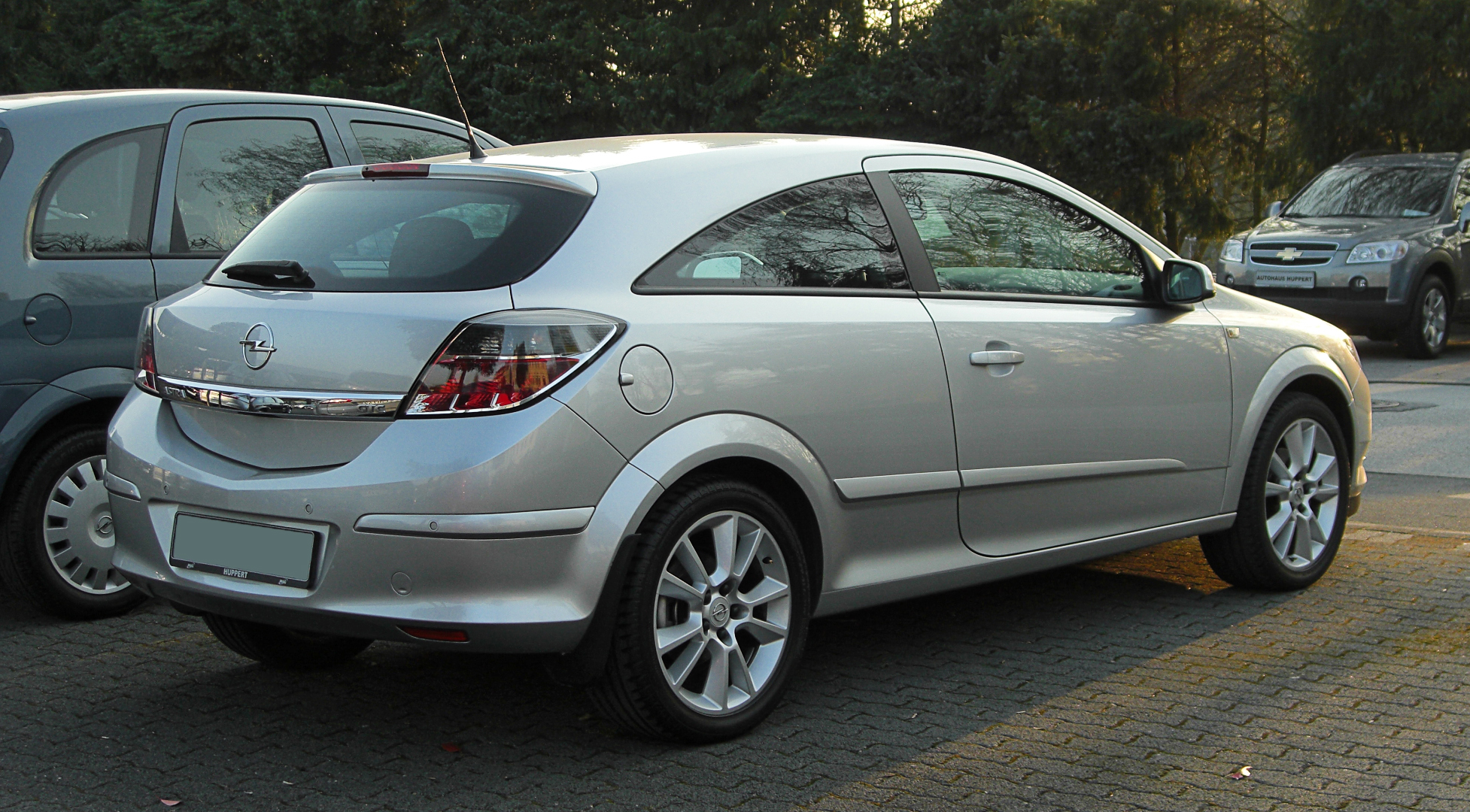
Opel Astra H GTC

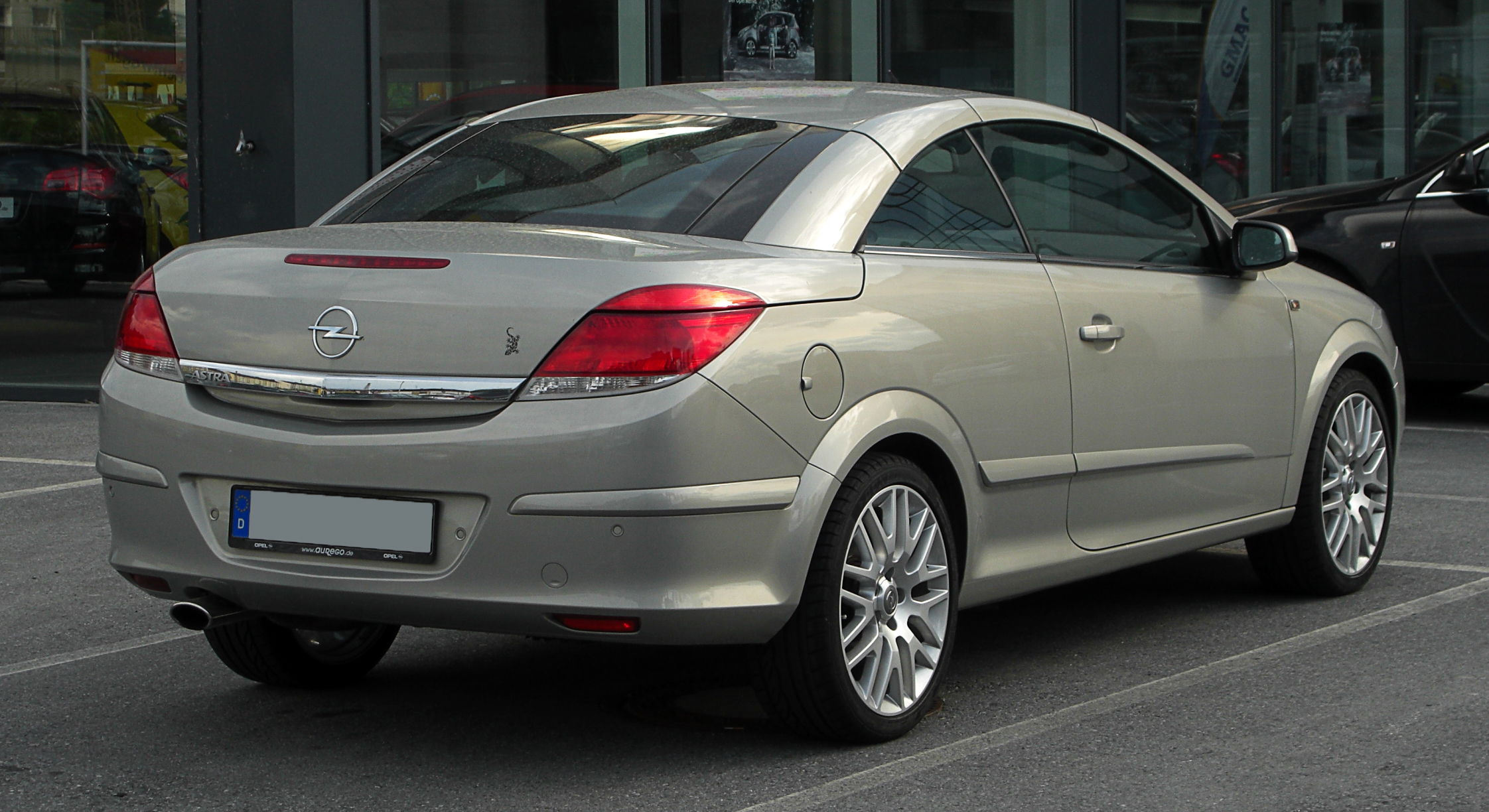
Opel Astra H TwinTop

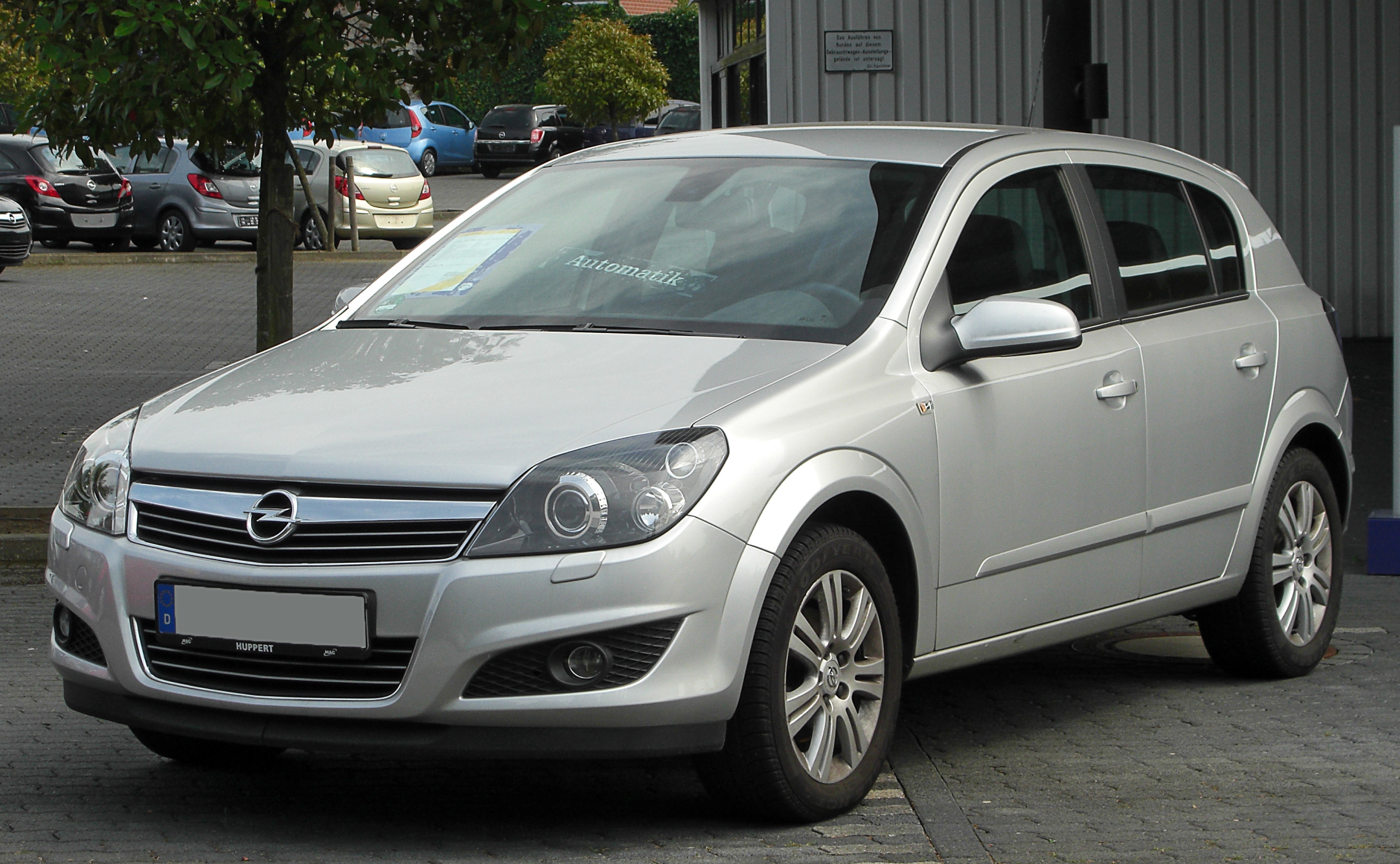
Opel Astra H po liftingu

Opel Astra III (oznaczenie fabryczne H) został po raz pierwszy zaprezentowany podczas salonu samochodowego we Frankfurcie nad Menem w 2003 roku.

### Facelifting
Jesienią 2006 roku samochód przeszedł face lifting. Z przodu pojazdu zmieniono m.in. chromowaną listwę na atrapie chłodnicy, kratkę, oraz brewkę w okolicy świateł przeciwmgielnych. Technicznie zmiany objęły m.in. pompę hamulcową, skrzynię biegów, zbiornik paliwa, oraz czujnik poziomu paliwa.

### Astra H sedan
W listopadzie 2006 na targach motoryzacyjnych w Stambule zaprezentowano Astrę H w wersji sedan. 22 sierpnia 2007 roku w Gliwicach z taśmy produkcyjnej zjechała Astra sedan oznaczona numerem 1, symboliczne inicjując rozpoczęcie produkcji.

### Koniec produkcji
Po wprowadzeniu w 2009 roku czwartej generacji pojazdu, samochód sprzedawany był pod nazwą handlową Opel Astra Classic III. Produkcja odmiany 3-drzwiowej i cabrio została zakończona w 2010 roku. Ostatnie egzemplarze w wersjach 5-drzwiowy hatchback i kombi, oferowane jako Opel Astra Classic lub Opel Astra Family zjechały z taśm produkcyjnych 27 marca 2014 roku. Astra III Sedan (nazwa handlowa „Astra Classic III” nie obejmowała tej wersji nadwoziowej) produkowane były do 11 czerwca 2014 roku. Z polskiego rynku samochód został wycofany w 2012 roku.

### Wyposażenie
Do 2010 roku:
- Essentia
- Enjoy
- Edition (seria limitowana – Niemcy)
- Edition Plus (seria limitowana – Niemcy)
- Elegance
- Sport
- Cosmo
- OPC

Od 2010 roku:
- Start
- Essentia
- Enjoy
- Sport
- Classic III

Od 2010 roku wersja sedan występuje jako Essentia i Enjoy, GTC także jako Sport, a hatchback i kombi tylko jako Classic III. Silniki benzynowe 1.4/90 KM i 1.6/115 KM i diesel 1.7 CDTI/110 KM mogą też mieć pakiet ecoFLEX.
Wyposażenie standardowe pojazdu (wersja Essentia) obejmuje m.in.: ABS, wspomaganie układu kierowniczego, 4 poduszki powietrzne, klimatyzację manualną oraz elektryczne sterowanie lusterek i elektryczne sterowanie szyb.
Jako wyposażenie dodatkowe można zamówić: klimatyzację automatyczną, ESP, kurtyny powietrzne. Oferowana jest również nawigacja satelitarna w zintegrowanym wyświetlaczu (kolorowym lub monochromatycznym), komputer, układ samo poziomowania, system Flexorganizer, dodatkowe radio dla pasażerów z tyłu oraz ogrzewanie postojowe.

### Silniki
- Benzynowe

| Model             | Pojemność | Liczba cylindrów | Moc                                                            | Maksymalny moment obrotowy                                  | Zużycie paliwa, l/100 km | Emisja CO2                      | Kod silnika     | Skrzynia biegów                                                  | Lata         |
| ----------------- | --------- | ---------------- | -------------------------------------------------------------- | ----------------------------------------------------------- | ------------------------ | ------------------------------- | --------------- | ---------------------------------------------------------------- | ------------ |
| 1,4 l             | 1364 cm³  | R4               | 55 kW (75 PS) przy 5200 obr./min                               | 120 Nm przy 3800 obr./min                                   | 6,3                      | 151 g/km                        | (Z14XEL)        | pięciobiegowa manualna                                           |              |
| 1,4 l             | 1364 cm³  | R4               | 66 kW (90 PS) przy 5600 obr./min                               | 125 Nm przy 4000 obr./min                                   | 6,3                      | 146 g/km                        | (Z14XEP)        | pięciobiegowa manualna lub pięciobiegowa easytronic              | 2004-2010    |
| 1,4 l LPG ecoflex | 1364 cm³  | R4               | LPG: 65 kW (89 PS) Benzyna: 66 kW (90 PS) przy 5600 obr./min   | 119 Nm przy 4000 obr./min                                   | LPG: 8,1 Benzyna: 6,1    | LPG: 130 Benzyna: 146 g/km      | (Z14XEP)        | pięciobiegowa manualna                                           | 2010         |
| 1,6 l Twinport    | 1598 cm³  | R4               | 77 kW (105 PS) przy 6000 obr./min                              | 150 Nm przy 3900 obr./min                                   | 6,6                      | 158 g/km                        | (Z16XEP)        | pięciobiegowa manualna lub pięciobiegowa easytronic              | 2004–11/2007 |
| 1,6 l LPG EcoFlex | 1598 cm³  | R4               | LPG: 82 kW (112 PS) Benzyna: 85 kW (115 PS) przy 6000 obr./min | LPG: 147 przy 4000 obr./min Benzyna: 155 przy 4000 obr./min | LPG: 8,3 Benzyna: 6,6    | LPG: 142 g/km Benzyna: 158 g/km | (Z16XEP Z16XER) | pięciobiegowa manualna lub pięciobiegowa easytronic              | 2009-2010    |
| 1,6 l             | 1598 cm³  | R4               | 85 kW (115 PS) przy 6000 obr./min                              | 155 Nm przy 4000 obr./min                                   | 6,5                      | 155 g/km                        | (Z16XER)        | pięciobiegowa manualna lub pięciobiegowa easytronic              | 2007-2010    |
| 1,8 l             | 1796 cm³  | R4               | 92 KW (125 PS) przy 5600 obr./min                              | 170 Nm przy 3800 obr./min                                   | 7,7                      | 185 g/km                        | (Z18XE)         | pięciobiegowa manualna lub czterobiegowa automatyczna Aisin AF17 | 2004-2006    |
| 1,8 l             | 1796 cm³  | R4               | 103 kW (140 PS) przy 6300 obr./min                             | 170–175 Nm prz 3800 obr./min                                | 7,1                      | 169 g/km                        | (Z18XER)        | pięciobiegowa manualna lub czterobiegowa automatyczna Aisin AF17 | 2006-2010    |
| 1,6 l Turbo       | 1598 cm³  | R4               | 132 kW (180 PS) przy 5500 obr./min                             | 230 Nm przy 1980–5500 obr./min                              | 7,7                      | 185 g/km                        | (Z16LET)        | sześciobiegowa manualna                                          | 2007-2010    |
| 2,0 l Turbo       | 1998 cm³  | R4               | 125 kW (170 PS) przy 5200 obr./min                             | 250 Nm przy 1950–4000 obr./min                              | 9,0                      | 216 g/km                        | (Z20LEL)        | sześciobiegowa manualna                                          | 2004-2006    |
| 2,0 l Turbo       | 1998 cm³  | R4               | 147 kW (200 PS) przy 5400 obr./min                             | 262 Nm przy 4200 obr./min                                   | 9,3                      | 223 g/km                        | (Z20LER)        | sześciobiegowa manualna                                          | 2004-2010    |
| 2,0 l Turbo OPC   | 1998 cm³  | R4               | 177 kW (240 PS) przy 5600 obr./min                             | 320 Nm przy 2400–5000 obr./min                              | 9,2                      | 221 g/km                        | (Z20LEH) –      | sześciobiegowa manualna (tylko OPC)                              | 2005-2010    |

- Wysokoprężne

| Model    | Pojemność | Liczba cylindrów | Moc                                | Maksymalny moment obrotowy     | Zużycie paliwa, l/100 km | Emisja CO2 | Kod silnika | Skrzynia biegów                           | Lata      |
| -------- | --------- | ---------------- | ---------------------------------- | ------------------------------ | ------------------------ | ---------- | ----------- | ----------------------------------------- | --------- |
| 1,3 CDTI | 1248 cm³  | R4               | 66 kW (90 PS) przy 4000 obr./min   | 200 Nm przy 1750–2500 obr./min | 4,8                      | 130 g/km   | (Z13DTH)    | Sześciobiegowa manualna albo Easytronic   | 2005-2010 |
| 1,7 CDTI | 1686 cm³  | R4               | 59 kW (80 PS) przy 4400 obr./min   | 170 Nm przy 1800–2800 obr./min | 4,9                      | 132 g/km   | (Z17DTL)    | Pięciobiegowa manualna                    | 2004-2005 |
| 1,7 CDTI | 1686 cm³  | R4               | 81 kW (110 PS) przy 3800 obr./min  | 260 Nm przy 2300 obr./min      | 5,2                      | 138 g/km   | (Z17DTJ)    | Sześciobiegowa manualna                   | 2007-2010 |
| 1,7 CDTI | 1686 cm³  | R4               | 74 kW (100 PS) przy 4400 obr./min  | 240 Nm przy 2300 obr./min      | 5,0                      | 135 g/km   | (Z17DTH)    | Pięciobiegowa lub Sześciobiegowa manualna | 2004-2006 |
| 1,7 CDTI | 1686 cm³  | R4               | 92 kW (125 PS) przy 4000 obr./min  | 280 Nm przy 2300 obr./min      | 5,4                      | 143 g/km   | (Z17DTR)    | Sześciobiegowa manualna                   | 2007-2010 |
| 1,9 CDTI | 1910 cm³  | R4               | 74 kW (100 PS) przy 3500 obr./min  | 260 Nm przy 1700-2500 obr./min | 6,0                      | 162 g/km   | (Z19DTL)    | Sześciobiegowa manualna                   | 2005-2010 |
| 1,9 CDTI | 1910 cm³  | R4               | 88 kW (120 PS) przy 3500 obr./min  | 280 Nm przy 2000-2750 obr./min | 6,0                      | 162 g/km   | (Z19DT)     | sześciobiegowy automat z ActiveSelect     | 2005-2010 |
| 1,9 CDTI | 1910 cm³  | R4               | 88 kW (120 PS) przy 4000 obr./min  | 280 Nm przy 2000-2750 obr./min | 5,8                      | 158 g/km   | (Z19DTJ)    | Sześciobiegowa manualna                   | 2004-2006 |
| 1,9 CDTI | 1910 cm³  | R4               | 110 kW (150 PS) przy 4000 obr./min | 320 Nm przy 2000-2750 obr./min | 5,8                      | 157 g/km   | (Z19DTH)    | Sześciobiegowa manualna                   | 2004-2010 |

## Czwarta generacja

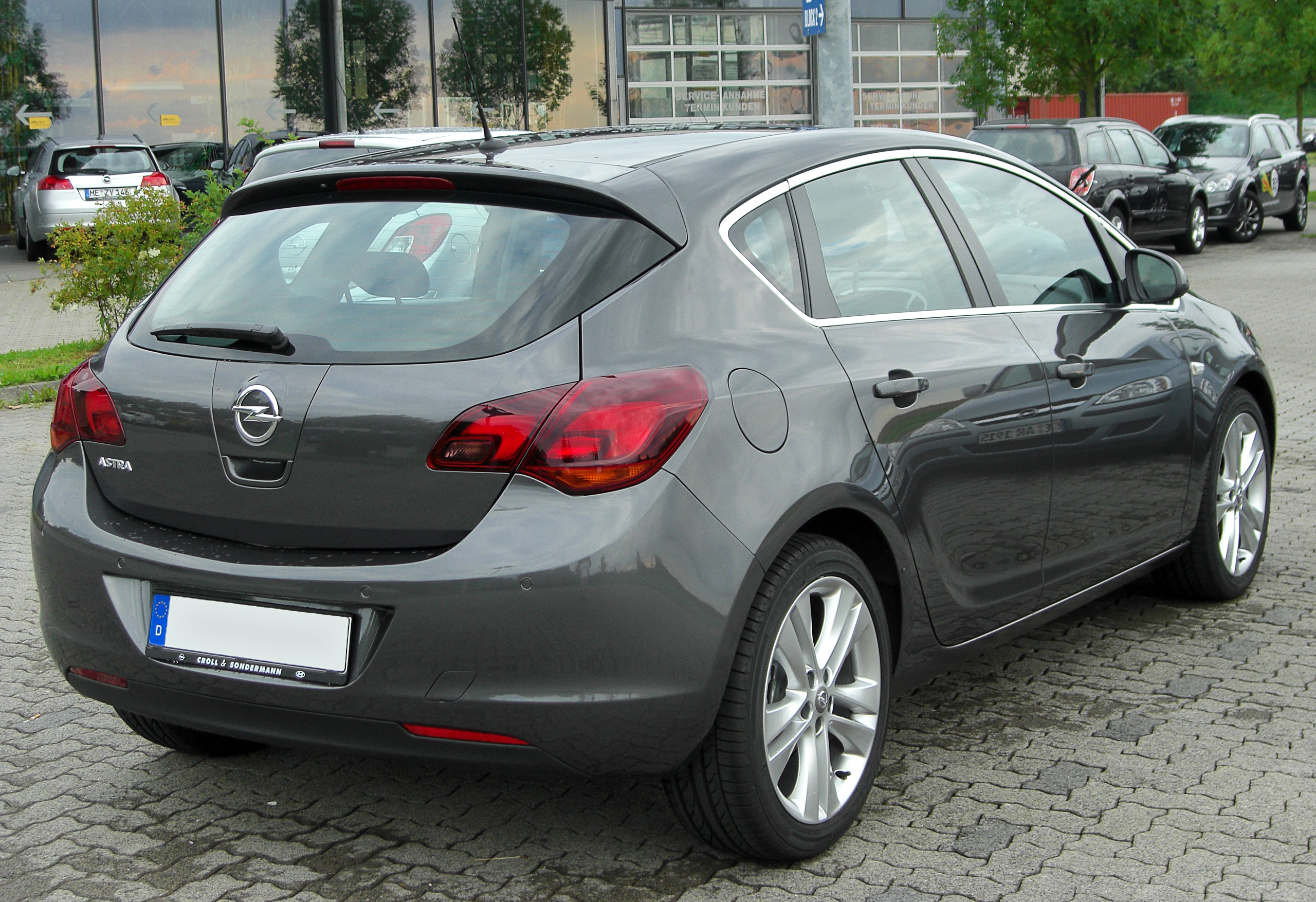
Opel Astra J – tył

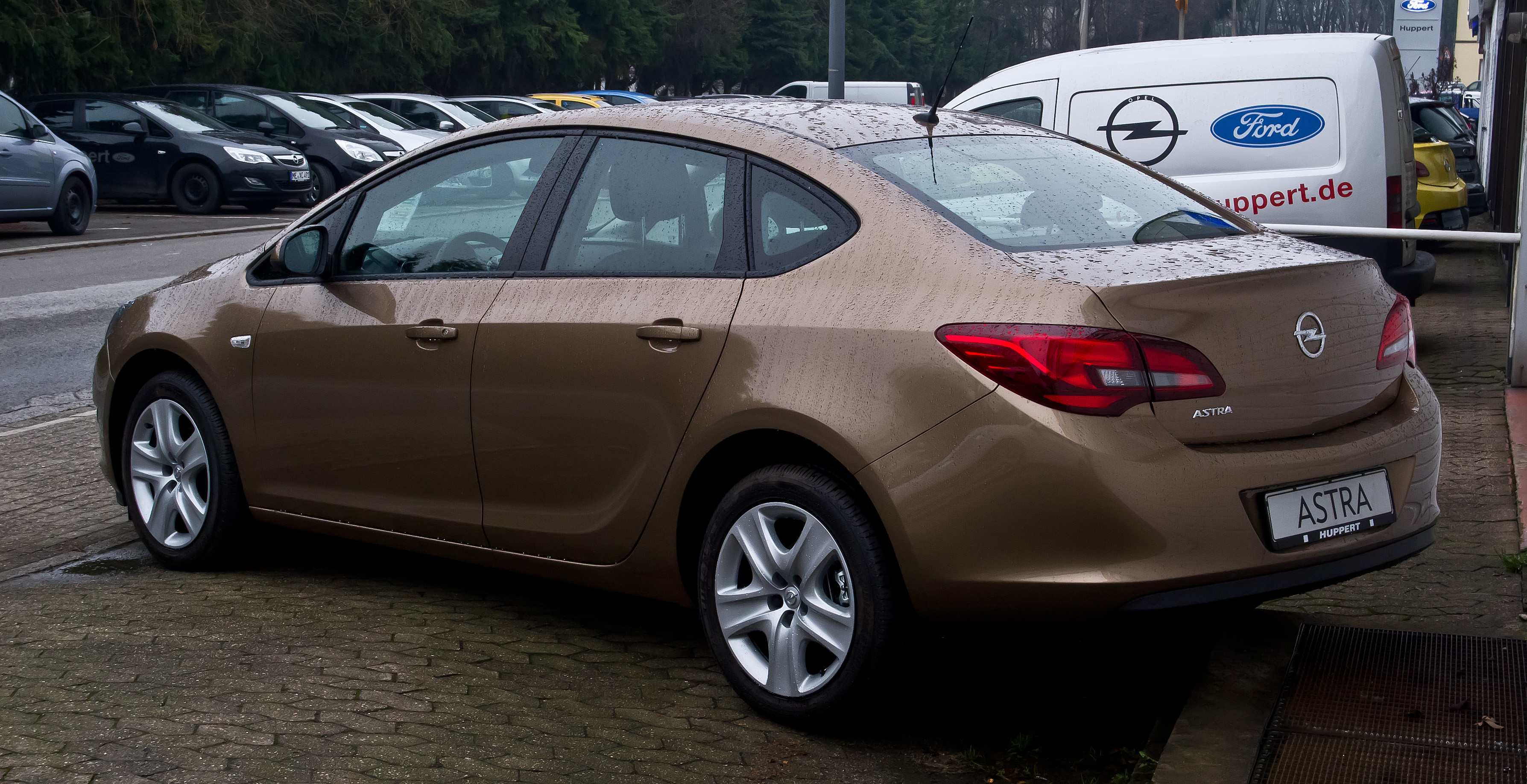
Opel Astra J Sedan

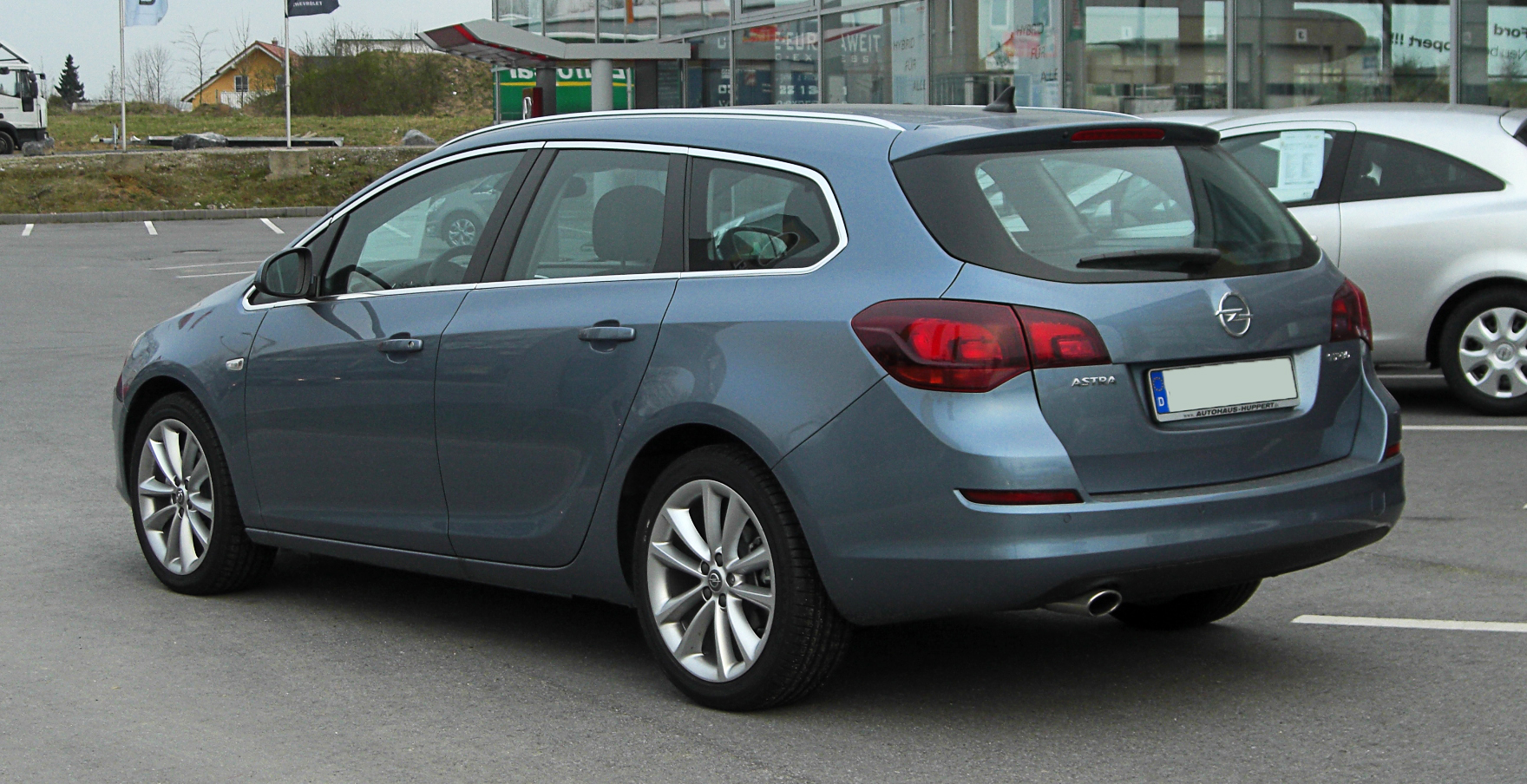
Opel Astra J Sports Tourer

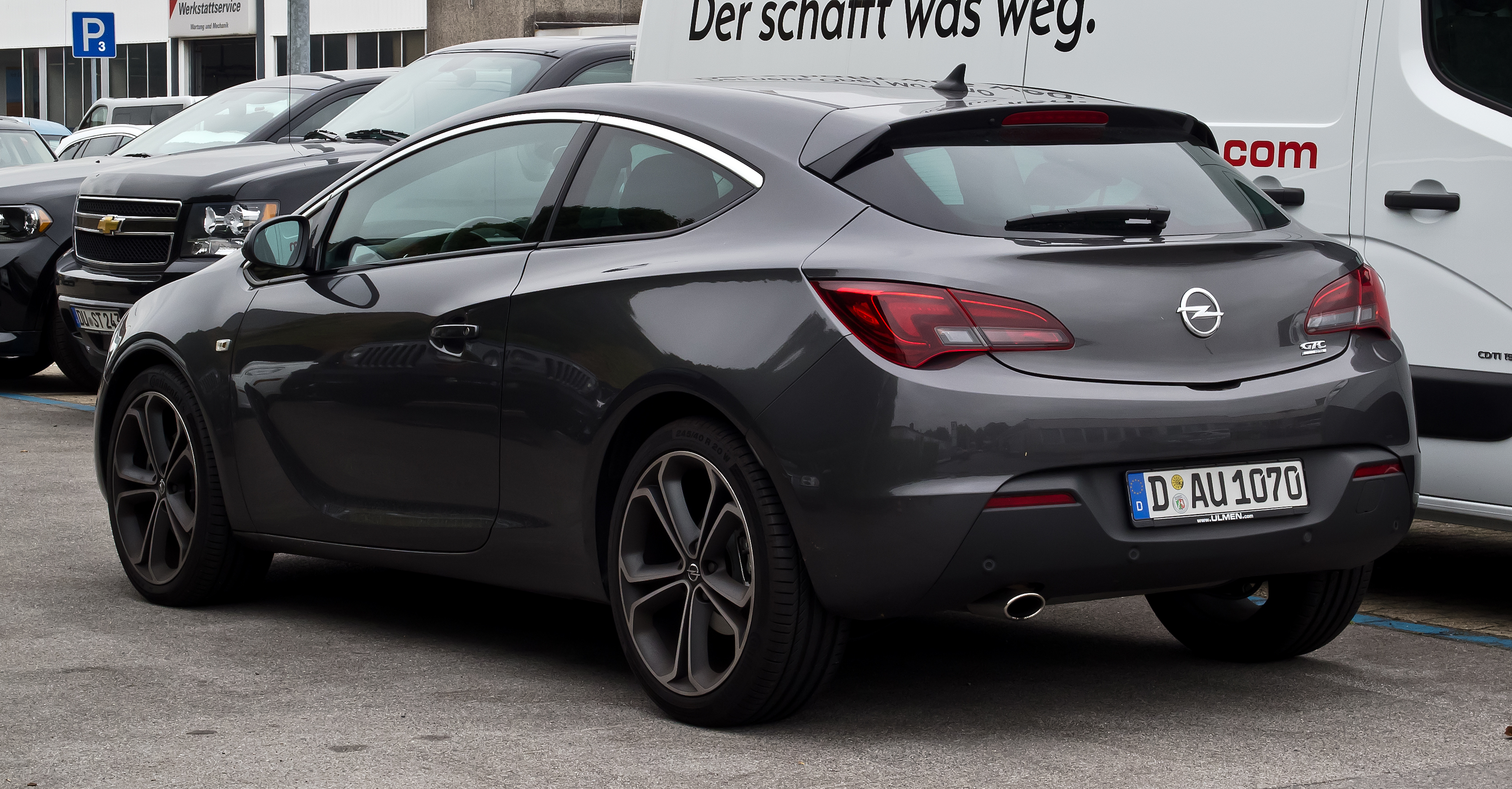
Opel Astra J GTC

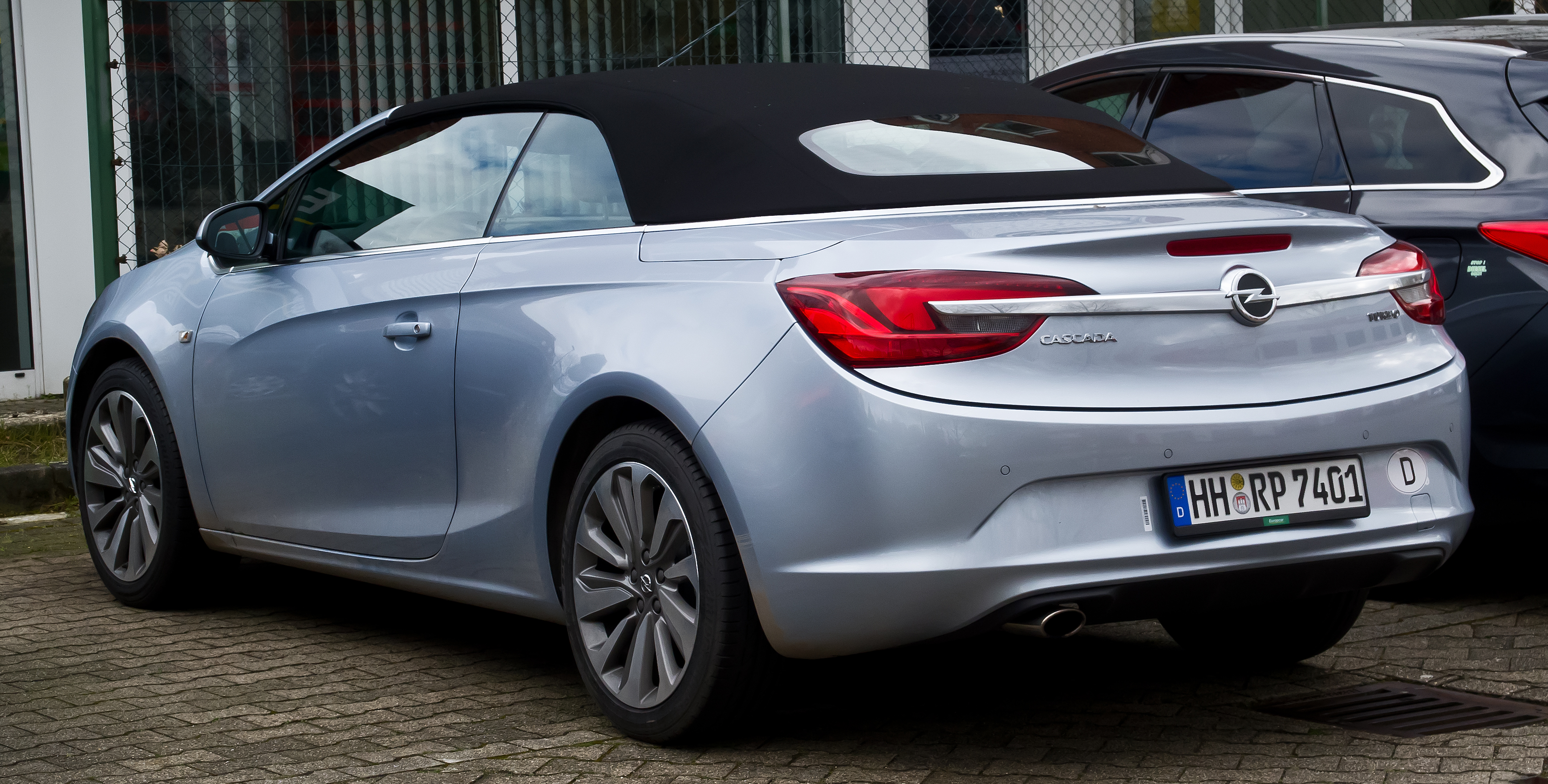
Opel Cascada

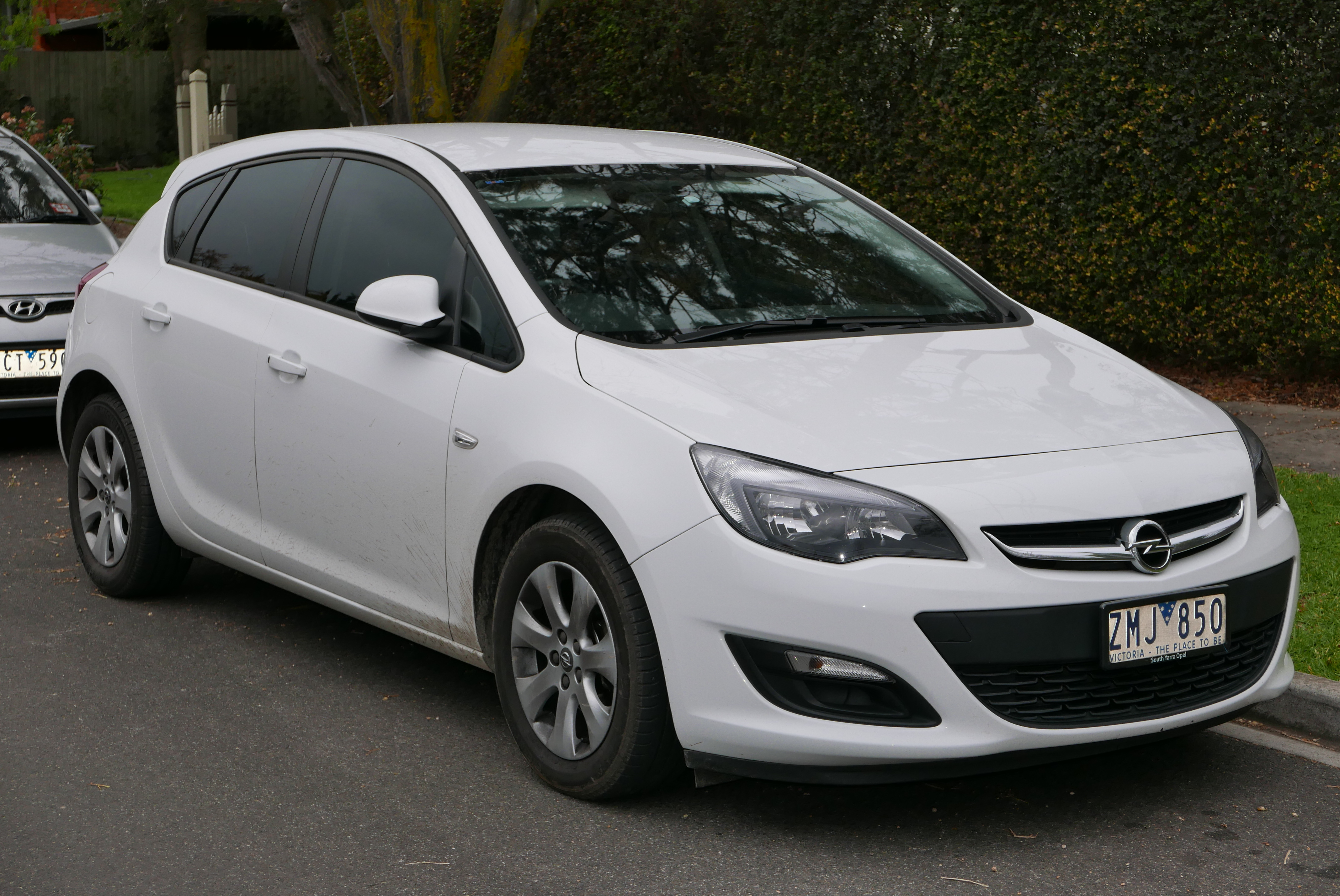
Opel Astra J po liftingu

Opel Astra IV został zaprezentowany po raz pierwszy w 2009 roku.
Nowa generacja kompaktowego samochodu Opla zadebiutowała podczas targów motoryzacyjnych we Frankfurcie nad Menem we wrześniu 2009 roku. Auto pojawiło się w salonach w Niemczech w grudniu 2009 roku. W Polsce samochód pojawił się w sprzedaży w styczniu 2010 roku.
Opel Astra J zbudowany został na nowej płycie General Motors – zwanej Delta, z której korzysta również m.in. Chevrolet Cruze. W plebiscycie na Europejski Samochód Roku 2010 model zajął 3. pozycję (za VW Polo V i Toyotą iQ).
W czerwcu 2010 roku zaprezentowano oficjalnie zdjęcia wersji kombi (Sports Tourer). W 2012 roku gamę uzupełniły odmiany 3-drzwiowy hatchback o linii nadwozia w stylu coupé (także w usportowionej odmianie OPC), który otrzymał przydomek GTC oraz 4-drzwiowy sedan. Coupé-Cabrio (CC), które dotychczas było częścią gamy Astry od obecnego wcielenia Astry było oddzielnie klasyfikowanym modelem o odrębnej stylizacji i nazwie (Cascada).

### Facelifting
W połowie 2012 roku, przeprowadzono modernizację. Wizualne zmiany zaszły z przodu i tyłu pojazdu: pojawiły się nowe zderzaki oraz zaktualizowany wzór grilla. Dodano nowy silnik wysokoprężny, 2.0 BiTurbo CDTI z Insigni o mocy 195 KM/400 Nm. Z początkiem 2013 roku dodano nowy silnik benzynowy 1.6 l o mocy 200 KM/300 Nm z turbodoładowaniem, bezpośrednim wtryskiem paliwa, jako urządzenie z nowej rodziny silników SIDI (spark ignition direct injection – zapłon iskrowy z wtryskiem bezpośrednim). Silniki SIDI produkowane były w Szentgotthárd na Węgrzech.
Wraz z rocznikiem modelowym 2014 pojazd przeszedł drobne modyfikacje. Pojawił się w nim nowy silnik wysokoprężny 1.6 CDTI o mocy 136 KM. Do standardowego wyposażenia pojazdu dodano siedmiocalowy ekran dotykowy z nowym systemem teleinformacyjnym, zaktualizowaną nawigację i zmodyfikowany system audio, światła do jazdy dziennej w technologii LED oraz półskórzane fotele. Produkcję hatchbacka i kombi zakończono w 2015 roku. Astra J w wersji sedan oferowana była równocześnie z piątą generacją.
Na początku 2014 roku Opel zaprezentował Astrę OPC Extreme. Jest to samochód oparty na wyczynowej wersji wyścigowej, ale posiadający homologację drogową. Według Opla jest to najszybsza Astra kiedykolwiek produkowana seryjnie. Samochód napędzany jest benzynowym silnikiem o mocy ponad 300 KM, posiada manualną skrzynię sześciostopniową oraz dyferencjał o ograniczonym poślizgu. We wnętrzu znajdują się tylko dwa kubełkowe fotele Recaro, sześciopunktowe pasy oraz klatka bezpieczeństwa. Są to elementy wyposażenia seryjnego. Nadwozie w dużej mierze wykonano z włókna węglowego i aluminium.

### Koniec produkcji
Produkcję hatchbacka i kombi zakończono w 2015 roku. Astra J w wersji sedan była produkowana aż do 2020 roku, kiedy to dwa lata po zaprzestaniu wytwarzania 3-drzwiowej odmiany GTC w 2018 roku, 28 października 2020 roku zakończono produkcje odmiany sedan po wyprodukowaniu 213 637 pojazdów w tej wersji nadwoziowej.

### Silniki
- Benzynowe

Źródłem napędu Astry są silniki benzynowe i wysokoprężne o pojemnościach od 1,3 l do 2,0 l i mocach od 95 do 280 KM.
Cztery dostępne silniki benzynowe to czterocylindrowe jednostki z aluminiową głowicą, o podwójnych górnych wałkach rozrządu obsługujących cztery zawory na cylinder, zamontowane poprzecznie. Bloki cylindrów zostały wykonane z żeliwa a miska olejowa z aluminium. Zastosowano zmienną synchronizację zaworów na wlocie i wylocie oraz wałki rozrządu z hydraulicznymi regulatorami fazy rozrządu typu łopatkowego, co daje możliwość niezależnej synchronizacji kąta każdego zaworu o maks. 60 stopni na wlocie i 45 stopni na wylocie (nie dotyczy silnika 1.6 Turbo). Synchronizacja rozrządu pozwala modułowi sterowania silnika na dostosowanie synchronizacji otwarcia i zamknięcia zaworów zależnie od zmiennych warunków, jak np. prędkość silnika i jego obciążenie. Zastosowano również mapowany układ sterowania termostatem, który podnosi temperaturę płynu chłodzącego przy niskich prędkościach silnika i niewielkich obciążeniach. Szybciej osiągana optymalna temperatura silnika to mniejsze wewnętrzne tarcie silnika i obniżenie spalania.
Technologia Twinport w silnikach benzynowych to dwustopniowy układ ssący. Przy prędkości obrotowej silnika do 4000 obr./min mieszanka paliwowo-powietrzna dociera do silnika przewodem dolotowym o długości 620 mm, a powyżej 4000 obr./min powietrze zasysane jest z krótszego przewodu o długości 288 mm.

#### Silnik A14XER Twinport
Silnik został wyposażony w drążone wałki rozrządu, które są napędzane łańcuchem. Luzy zaworów są automatycznie kasowane przez popychacze hydrauliczne. Zastosowano tłumik drgań skrętnych poprawiający równomierność pracy silnika. Układ wtrysku ma funkcję dezaktywacji portu przy częściowym obciążeniu.

#### Silnik A16XER Twinport
Tuleje cylindrów zostały laserowo wytrawione, co ma zapewnić gładkość powierzchni i minimalizację tarcia. Luzy zaworowe kasowane są za pomocą popychaczy szklankowych o odpowiednio dobranych grubościach denek.

#### Silnik A14NET
Silnik wyposażony w turbosprężarkę zintegrowaną z układem wylotowym, osiągającą prędkość 240 tys. obr./min. Między-stopniowe chłodzenie powietrza (intercooler) zwiększa gęstość zasysanego powietrza. Za turbosprężarką umieszczono katalizator wyposażony w dwie sondy lambda. Wał korbowy, tłoki i korbowody zostały wzmocnione a zawory wylotowe wypełniono sodem. Luzy zaworowe są kasowane automatycznie za pomocą popychaczy hydraulicznych. Osłona łańcucha rozrządu została wykonana z aluminium i zawiera w sobie pompę oleju o zmiennym wydatku i pompę cieczy chłodzącej napędzaną paskiem wielorowkowym. Przepustnica sterowana jest elektrycznie, a przewody zapłonowe zostały zastąpione modułami zapłonowymi umieszczonymi bezpośrednio na świecach. Za minimalizację drgań przenoszonych na układ napędowy odpowiada dwu masowe koło zamachowe. Zastosowano tu pośredni wtrysk paliwa, dzięki czemu możne współpracować z instalacją LPG. Ople wyposażone w ten silnik można było kupić z fabryczną instalacją LPG.

#### Silnik A16LET
W silniku tym zamontowano turbosprężarkę, intercooler, elektryczną przepustnicę i osobne dla każdej świecy moduły zapłonowe. Oczyszczaniem spalin zajmuje się katalizator z dwiema ogrzewanymi sondami lambda. Tuleje cylindrów zostały laserowo wytrawione w celu minimalizacji tarcia tłoków. Zawory wylotowe zostały wypełnione sodem a tłoki są chłodzone dyszami olejowymi natryskującymi olej pod tłok. Luzy zaworowe kasowane są przez popychacze szklankowe o odpowiednio dobranych grubościach denek. Silnik posiada dwumasowe koło zamachowe a sprzęgło sterowane jest hydraulicznie.

#### Silnik A16XHT SIDI
1.6 SIDI (Spark Ignition Direct Injection – zapłon iskrowy, wtrysk bezpośredni) ECOTEC Turbo to nowej generacji silnik Opla produkowany w Szentgotthárd na Węgrzech. Nie jest to pierwszy silnik tego producenta z bezpośrednim wtryskiem paliwa i turbosprężarką. Pierwszy o pojemności 2.0 litra był montowany w Oplu GT. Silnik o pojemności 2.2 litra bez turbosprężarki, ale z wtryskiem bezpośrednim był montowany w Oplu Vectra.
1.6 SIDI ma występować w dwóch wersjach mocy Ecotec Turbo 170 KM i momencie obrotowym 280 N*m oraz Performance Turbo 200 KM i momencie obrotowym 300 N*m.
Silnik posiada 4 zawory na cylinder, aluminiową głowicę a bloki cylindrów zostały wykonane z żeliwa mającego zdolność wytrzymać ciśnienie sprężania na poziomie 130 barów. Luzy zaworów są automatycznie kasowane przez popychacze hydrauliczne. Wałki rozrządu napędza łańcuch rozrządu. Pokrywa zaworów silnika jest przytwierdzona do głowicy silnika za pomocą specjalnych mocowań, a ich połączenia wypełnione są specjalnym materiałem uszczelniającym zachowującym właściwości elastyczne w wysokich temperaturach z powodu małej odległości od turbiny. Silnik posiada wałki wyrównoważające, umieszczone w tunelach przebiegających przez blok silnika i napędzane łańcuchem zębatym. Silniki ECOTEC Turbo i Performance Turbo różnią się rodzajem tłoków (kształtem denka i podcięciem). W obu przypadkach zastosowano żeliwne gniazda pierścieni a pierwszy pierścień pokryty jest powłoką z tak zwanej „fazy gazowej” (PVD).
W nowym silniku turbosprężarka została zintegrowana z kolektorem wylotowym, w odróżnieniu od silnika A20NFT 2.0 Turbo z podwójnym spiralnym kanałem wlotu spalin do wirnika (twin-scroll). Konstrukcja turbosprężarki jest identyczna dla różnych wariantów mocy. W celu eliminacji odgłosów pracy turbosprężarki zastosowano układ nisko i wysokociśnieniowych rezonatorów.
Dawkowanie paliwa odbywa się przez wtryskiwacze umieszczone centralnie nad komorą spalania obok świec zapłonowych, równolegle do wału korbowego. Bezpośredni wtrysk pozwala na bardziej precyzyjne i oszczędne dawkowanie paliwa.

#### Silnik A20NFT
Silnik o mocy 280 KM i momencie obrotowym 400 N*m został zaprojektowany dla wersji OPC. W porównaniu do poprzedniego modelu Astry OPC moc silnika została zwiększona o 40 KM. Silnik został zbudowany na bazie motoru opracowanego dla modelu Insignia, którego moc została zwiększona o 30 KM.
Praktycznie cały silnik został wykonany z aluminium, posiada rozrząd o zmiennych fazach napędzany łańcuchem. Aby silnik pracował równomiernie zastosowano przeciwbieżne wałki wyrównoważające. Za chłodzenie silnika odpowiada płaszcz wodny sięgający dna cylindrów a tłoki od spodu natryskiwane są olejem.
Silnik posiada bezpośredni wtrysk paliwa. Pompa wysokiego ciśnienia napędzana jest z wałka rozrządu i zwiększa ciśnienie paliwa do poziomu 155 barów. Ciśnienie wtrysku na biegu jałowym wynosi 50 barów. Paliwo wtryskiwane jest przez wtryskiwacze umieszczone poniżej zaworów dolotowych, a specjalny kształt denka tłoka ma powodować zawirowania mieszanki wokół świecy zapłonowej.
Układ dolotowy powietrza został zmodyfikowany przez zwiększenie jego przekroju poprzecznego. Powietrze docierające do turbosprężarki przepływa przez czujnik wilgotności powietrza, który je mierzy a dane przesyła do ECU (sterownika wtrysku). Informacje o wilgotności powietrza wpływają na skład mieszanki paliwowo-powietrznej. Przed turbosprężarką producent dodał rezonator tłumiący syczenie turbosprężarki. Turbosprężarka została zmodyfikowana o podwójny spiralny kanał wlotu spalin do wirnika (twin-scroll). Zmiana polega na tym, że spaliny z pierwszego i czwartego cylindra oraz drugiego i trzeciego cylindra spotykają się bezpośrednio dopiero przed turbiną. Turbosprężarka generuje ciśnienie doładowania na poziomie 1,5 bara. Powietrze zanim dotrze do cylindrów jest chłodzone w intercoolerze.
| SILNIKI BENZYNOWE                                                                     | 1.4 Twinport    | 1.6 Twinport    | 1.4 Turbo            | 1.4 Turbo             | 1.6 Turbo        | 2.0 Turbo OPC    |
| ------------------------------------------------------------------------------------- | --------------- | --------------- | -------------------- | --------------------- | ---------------- | ---------------- |
| Oznaczenie silnika                                                                    | A14XER          | A16XER          | A14NEL               | A14NET                | A16LET           | A20NFT           |
| Pojemność skokowa (cm³)                                                               | 1398            | 1598            | 1364                 | 1364                  | 1598             | 1998             |
| Moc silnika, KM (KW) / obr. min.                                                      | 100 (74) / 6000 | 115 (85) / 6000 | 120 (88) / 4200-6000 | 140 (103) / 4900-6000 | 180 (132) / 5500 | 280 (206) / 5300 |
| Moment obrotowy (Nm / obr. min.)                                                      | 130 / 4000      | 155 / 4000      | 200 / 1850–4200      | 200 / 1850–4900       | 230 / 2200–5400  | 400 / 2400-4800  |
| Średnica cylindra (mm)                                                                | 73,4            | 79,0            | 72,5                 | 72,5                  | 79,0             | 86,0             |
| Skok tłoka (mm)                                                                       | 82,6            | 81,5            | 82,6                 | 82,6                  | 81,5             | 86,0             |
| Stopień sprężania                                                                     | 10,5            | 10,8            | 9,5                  | 9,5                   | 8,8              | ?                |
| Liczba cylindrów/zaworów na cylinder                                                  | 4/4             | 4/4             | 4/4                  | 4/4                   | 4/4              | 4/4              |
| Paliwo: benzyna bezołowiowa (min. liczba oktanów): zalecana/dopuszczalna/dopuszczalna | 95/98/91        | 95/98/91        | 95/98/91             | 95/98/91              | 95/98/91         | 98/95/91         |
| Pojemność układu smarowania (dm³)                                                     | 4,0             | 4,0             | 4,5                  | 4,5                   | 4,5              | 6.0              |
| Norma emisji spalin                                                                   | EURO 5          | EURO 5/6        | EURO 5               | EURO 5/6              | EURO 5           | EURO 5           |
| Przyspieszenie 0–100 km/h, s, manual/automat                                          | 13,9 / –        | 11,7 / 13,3     | 11,0 / –             | 9,9 / 10,2            | 8,5 / 9,0        | 6,0 / –          |
| Prędkość maksymalna, km/h, manual/automat                                             | 178 / –         | 188 / 182       | 192                  | 202 / 200             | 221 / 211        | 250 / –          |
| Zużycie paliwa, cykl mieszany, l/100 km, manual/automat                               | 5,5 / –         | 6,4 / 7,2       | 5,9                  | 5,9 / 6,8             | 6,8 / 7,3        | 8,1 / –          |

- Wysokoprężne

Gama silników wysokoprężnych CDTI turbo obejmuje jednostki o pojemności 1.3, 1.7 i 2.0 litra i mocy od 95 do 165 KM, common-rail, z wielopunktowym wtryskiem paliwa. Common rail (o ciśnieniach 1600 bar w 1.3 CDTI oraz 2.0 CDTI; 1800 bar w silniku 1.7 CDTI) wtryskuje olej napędowy do 5 razy w ciągu jednego cyklu. Lekka głowica ze stopu aluminium posiada 16 zaworów i dwa górne wałki rozrządu. Aby spełnić normy czystości spalin wszystkie silniki posiadają filtr cząstek stałych oczyszczający spaliny do normy Euro 5. Mocno obciążone tłoki są chłodzone olejem. Równą pracę silnika zapewnia dwumasowe koło zamachowe. Turbosprężarki we wszystkich silnikach wykorzystują technologię zmiennej geometrii łopat turbiny, których kąt jest zmieniany na bieżąco, dostosowując się do obciążenia i prędkości obrotowej silnika. Niektóre modele są wyposażone w technologię Start/Stop oszczędzającą paliwo poprzez wyłączenie silnika po wrzuceniu biegu neutralnego, ale tylko w przypadku gdy silnik jest rozgrzany a akumulator ma odpowiednie napięcie pozwalające na sprawne ponowne uruchomienie silnika. W 2013 roku do oferty trafił silnik 1.6 CDTI o mocy 136KM, który spełnia normę Euro 6 i z systemem start/stop zużywa tylko 3.9l/100km.
| SILNIKI WYSOKOPRĘŻNE                 | 1.3 CDTI       | 1.7 CDTI        | 1.7 CDTI        | 2.0 CDTI              | 2.0 CDTI              |
| ------------------------------------ | -------------- | --------------- | --------------- | --------------------- | --------------------- |
| Oznaczenie silnika                   | A13DTE         | A17DTJ          | A17DTR          | A20DTH                | A20DTH                |
| Pojemność skokowa (cm³)              | 1248           | 1686            | 1686            | 1956                  | 1956                  |
| Moc silnika, KM (KW) / obr. min.     | 95 (70) / 4000 | 110 (81) / 3800 | 125 (92) / 4000 | 160 (118) / 4000      | 165 (121) / 4000      |
| Moment obrotowy (Nm / obr. min.)     | 190 / 1750     | 260 / 1700–2550 | 280 / 2000–2700 | 350 (380) / 1750–2500 | 350 (380) / 1750–2500 |
| Średnica cylindra (mm)               | 69,6           | 79,0            | 79,0            | 83,0                  | 83,0                  |
| Skok tłoka (mm)                      | 82,0           | 86,0            | 86,0            | 90,4                  | 90,4                  |
| Stopień sprężania                    | 16,8           | 18,0            | 18,0            | 16,5                  | 16,5                  |
| Liczba cylindrów/zaworów na cylinder | 4/4            | 4/4             | 4/4             | 4/4                   | 4/4                   |
| Sterownik silnika.                   | Bosch EDC 17   | Denso DECe01    | Denso DECe01    | Bosch EDC 17          | Bosch EDC 17          |
| Paliwo                               | Olej napędowy  | Olej napędowy   | Olej napędowy   | Olej napędowy         | Olej napędowy         |
| Pojemność układu smarowania (dm³)    | 3,2            | 5,4             | 5,4             | 4,5                   | 4,5                   |
| Norma emisji spalin                  | EURO 5         | EURO 5          | EURO 5          | EURO 5                | EURO 5                |

### Wersje wyposażenia
Hatchback:
- Essentia
- Enjoy
- Cosmo
- Sport
- Active – od 2013 r.; promocyjna – lepsze wyposażenie i niższa cena niż Essentia
- Energy – 2015 r.; promocyjna – wyposażenie wersji Cosmo w niższej cenie

Sports Tourer:
- Essentia
- Enjoy
- Cosmo
- Sport

Sedan:
2012-2015
- Business – analogiczna do wersji Enjoy w hatchbacku i Sports Tourer – nieco lepiej wyposażona
- Executive – analogiczna do wersji Cosmo w hatchbacku i Sports Tourer
- Active – od 2013 r.; promocyjna – świetny stosunek ceny do wyposażenia
- Energy – 2015 r.; promocyjna – podobna do Executive; nieco tańsza

od 2015 r.
- Sedan – oferowana równolegle z Astrą Hatchback i Sports Tourer V generacji

GTC:
2012-2016
- Active – promocyjna; oferowana w latach 2013–2014; świetny stosunek ceny do wyposażenia
- Enjoy
- Sport
- BiTurbo – wersja z silnikiem 2.0 CDTI 195 KM
- OPC – topowa odmiana z silnikiem 2.0 Turbo 280 KM

od 2016 r.
- Sport
- OPC

### Nagrody
- Złota Kierownica 2009 (‘Das Goldene Lenkrad’) w kategorii samochodów klasy kompakt[34]
- 3 miejsce w konkursie na Samochód Roku 2010.

### Top Gear
W 20. sezonie tego programu zastąpiła Kię Cee’d jako samochód za rozsądną cenę. W programie wykorzystuje się czerwoną Astrę z silnikiem 1,6 (115KM) w wersji wyposażenia dostępnej w Wielkiej Brytanii TechLine (odpowiadającej polskiej wersji Enjoy) z manualną lub automatyczną skrzynią biegów.

## Piąta generacja

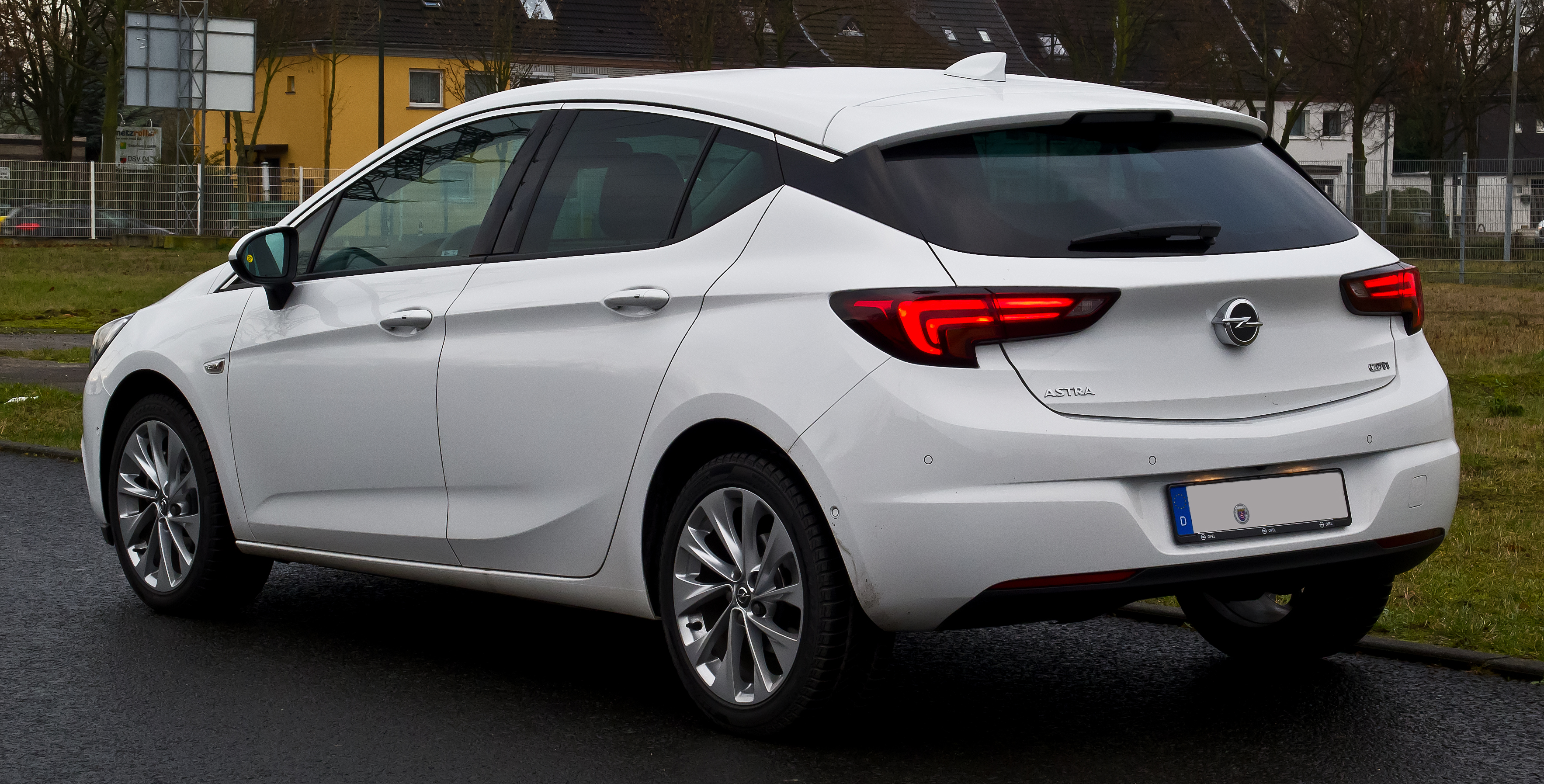
Opel Astra K – tył

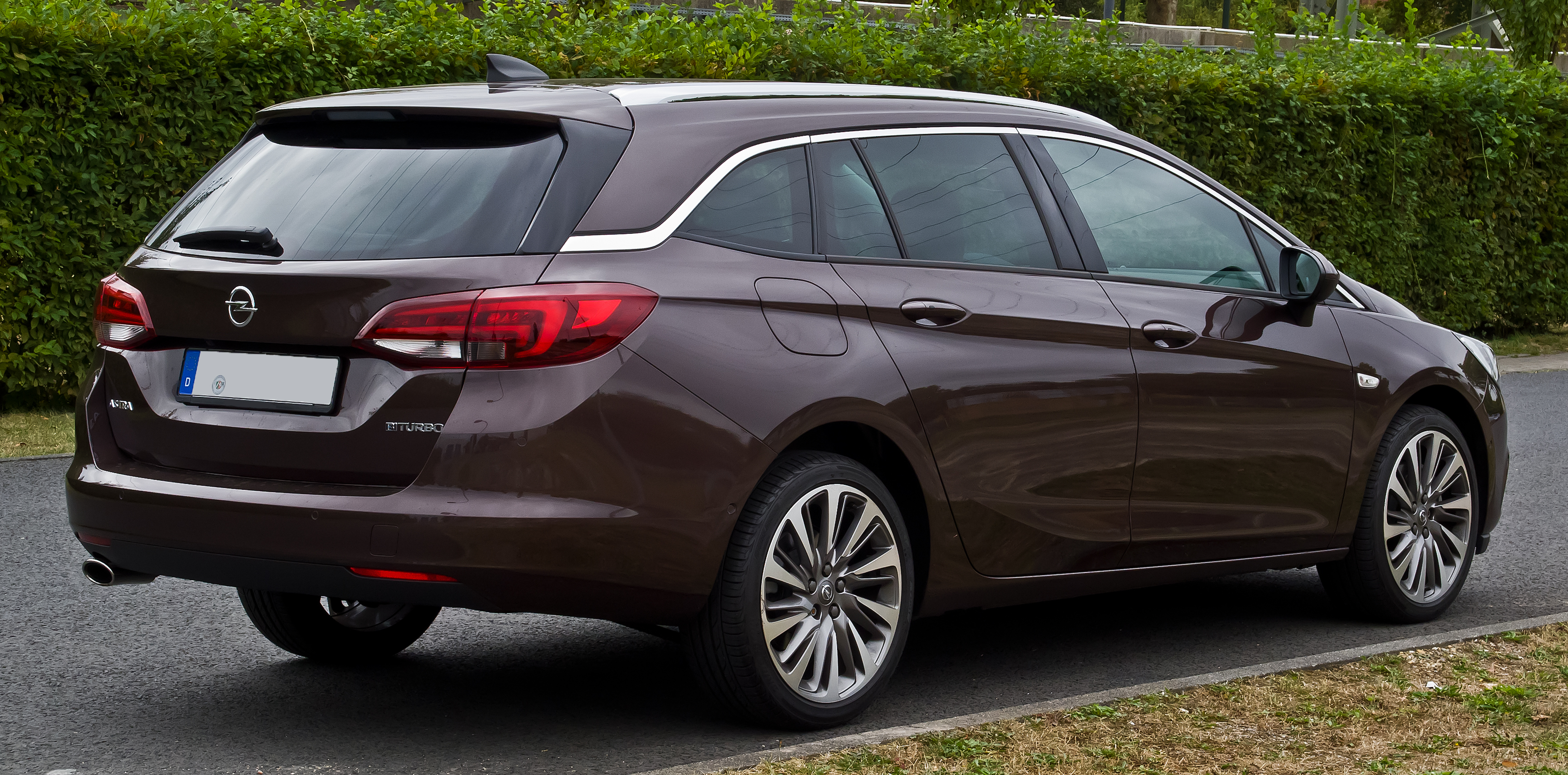
Opel Astra K Sports Tourer

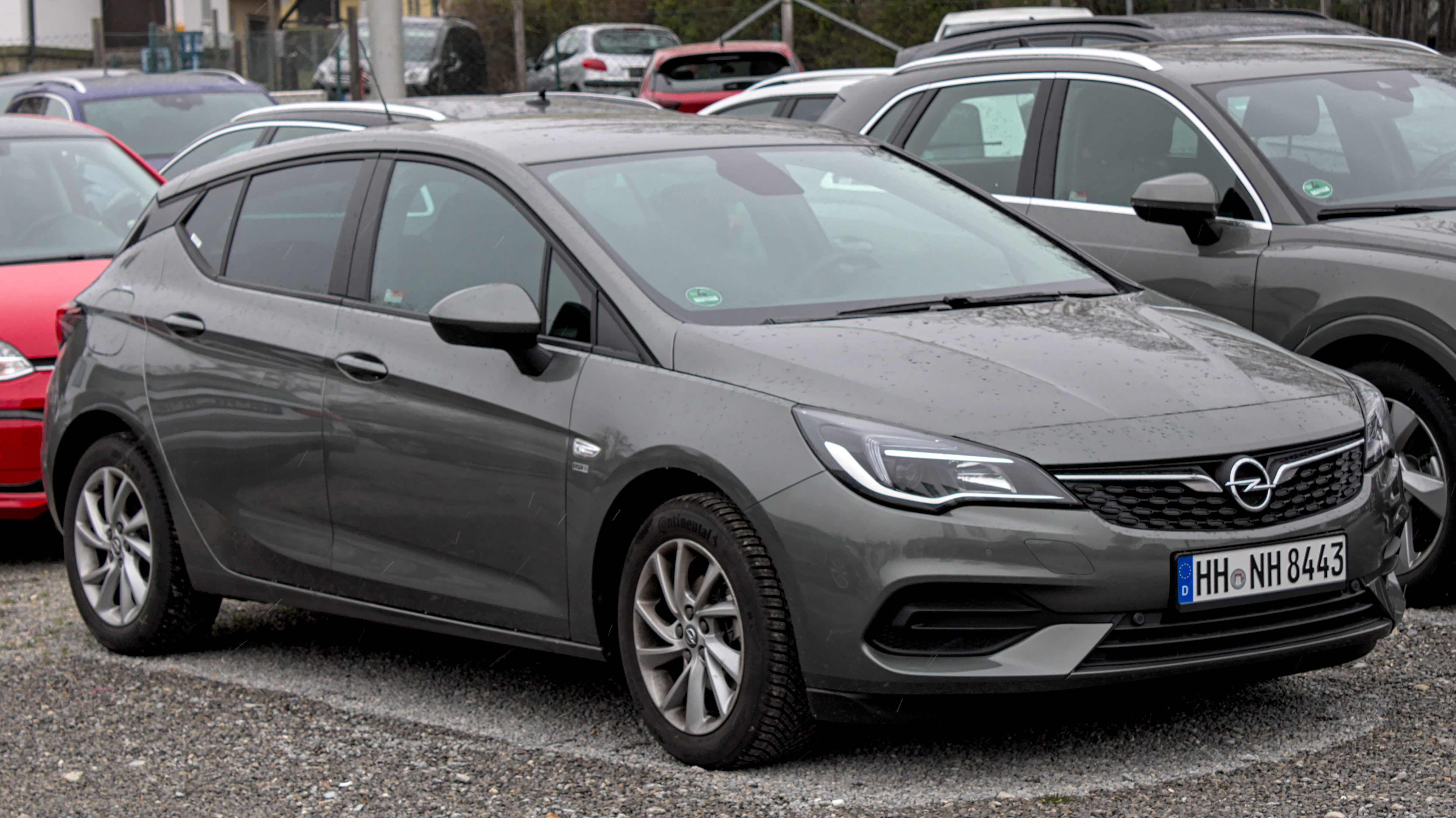
Opel Astra K po liftingu

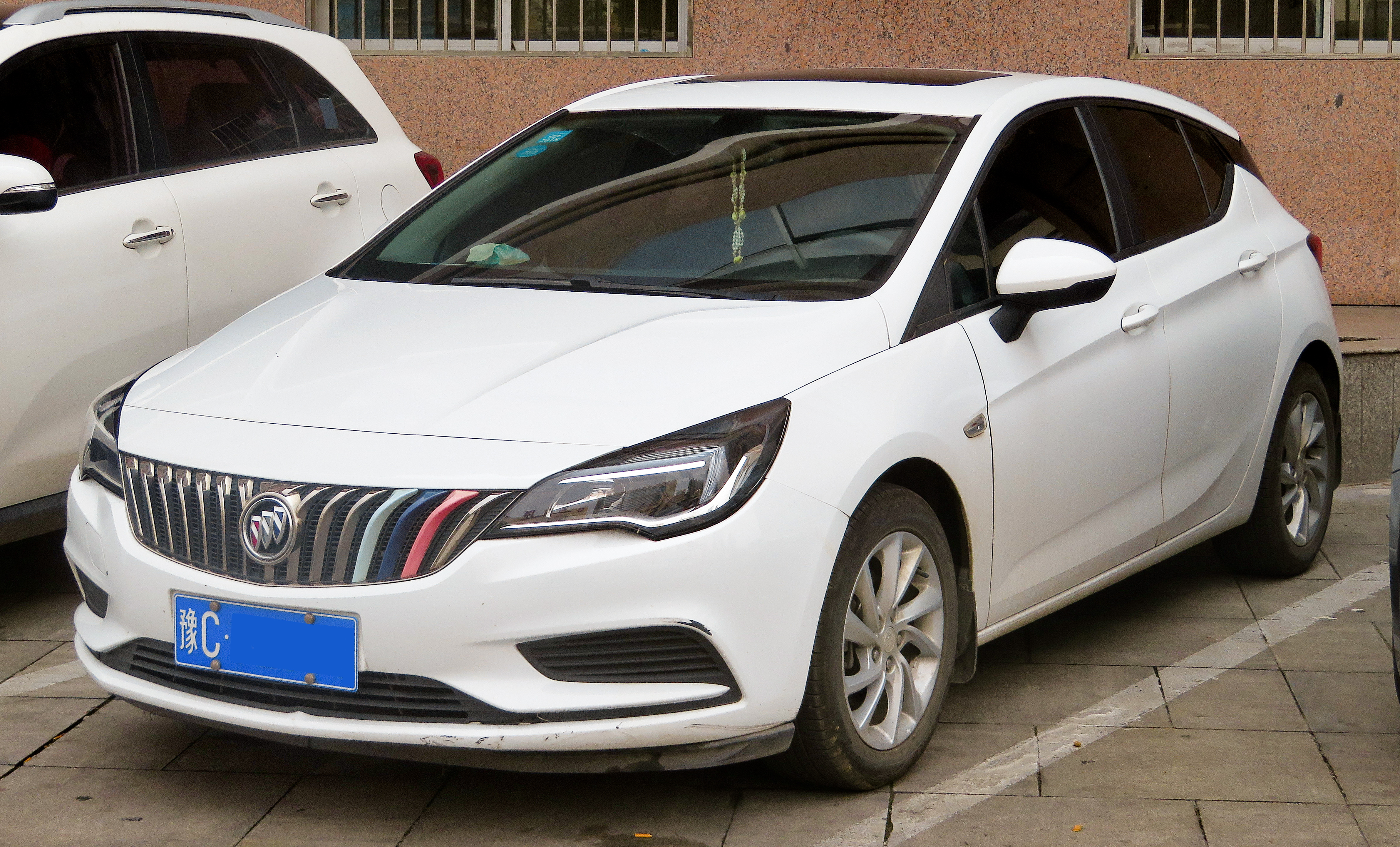
chiński Buick Verano Hatchback

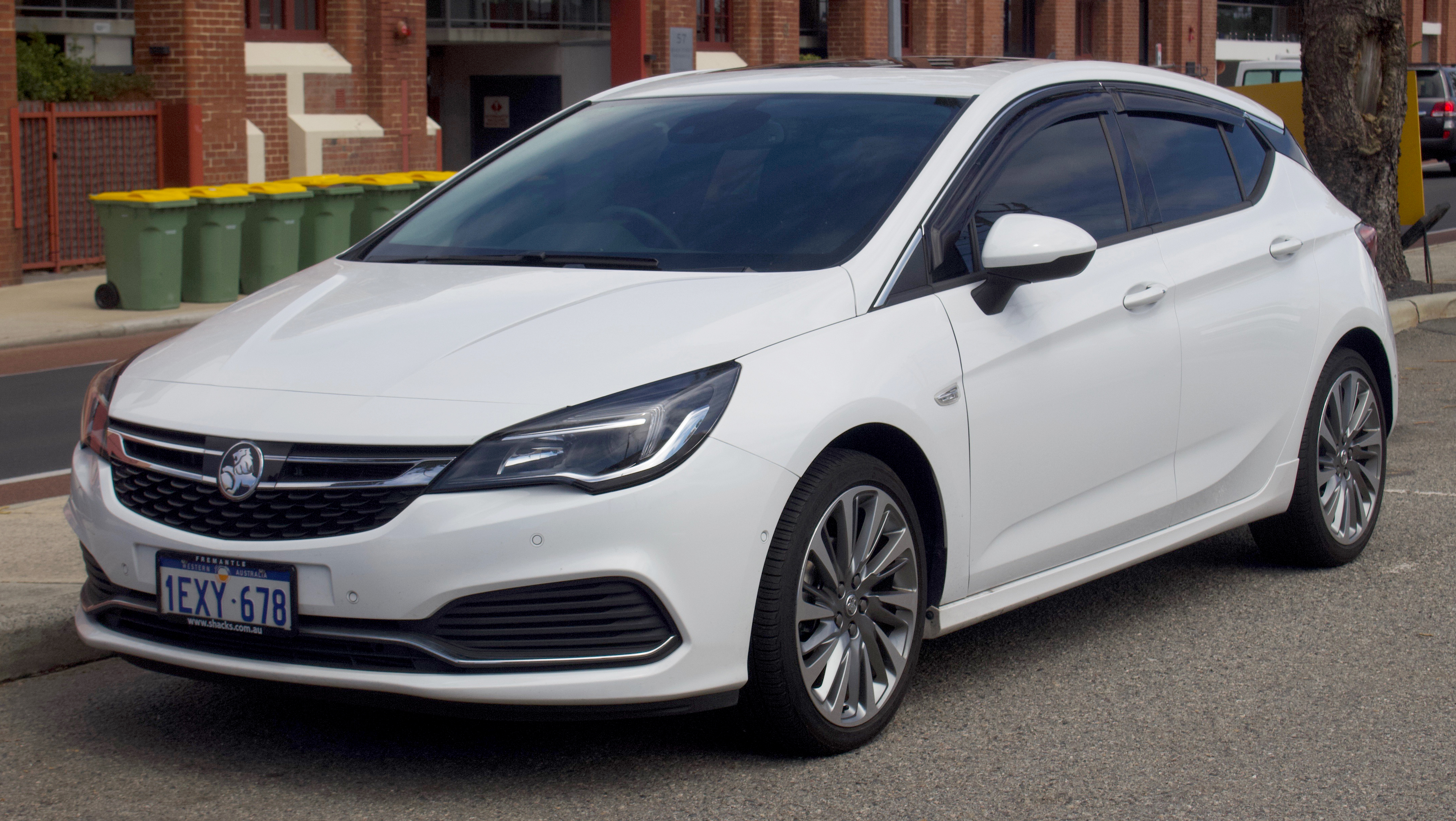
australijski Holden Astra

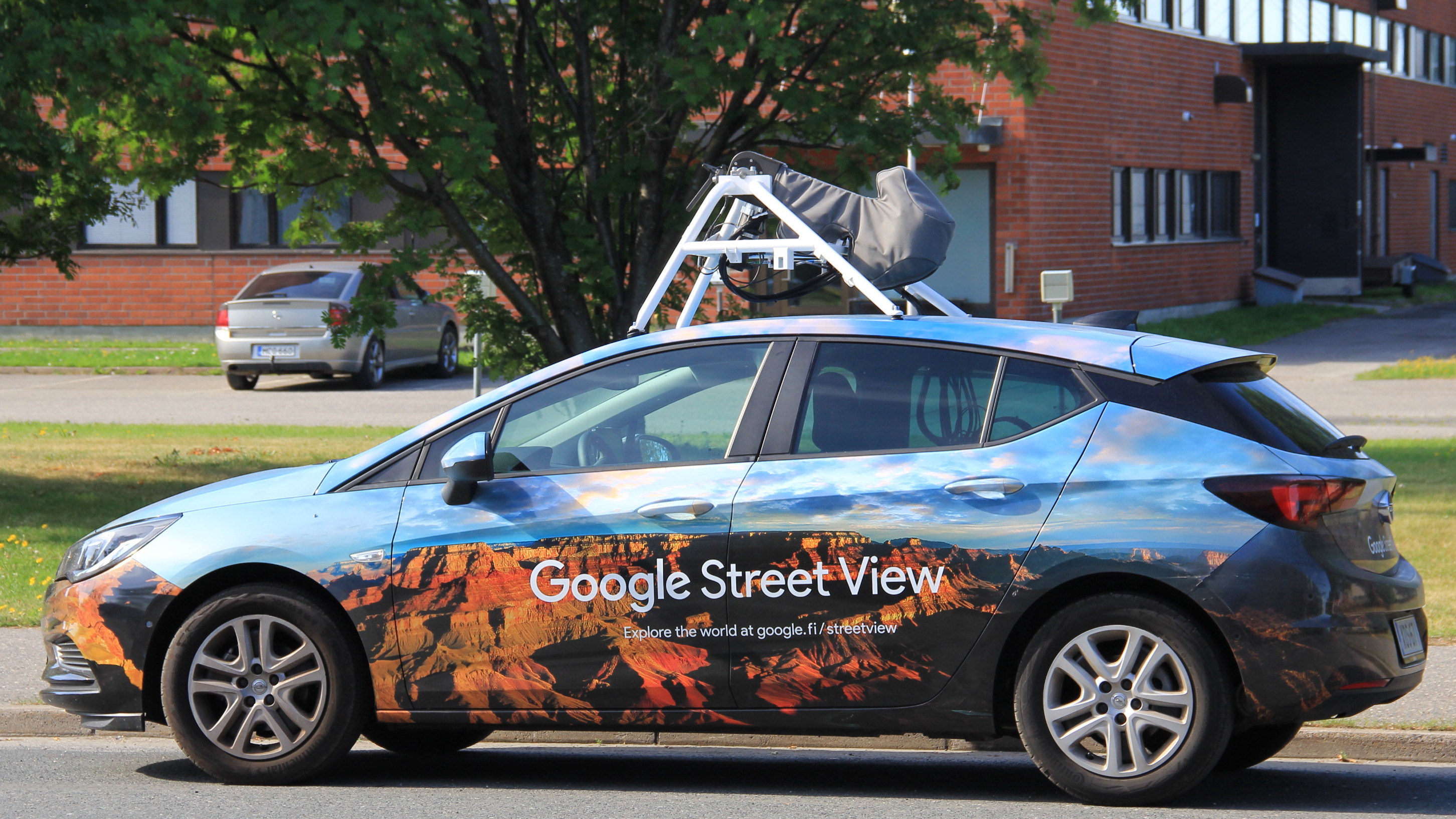
Opel Astra jako samochód Google Street View w Kemi, Finlandia

Opel Astra V został zaprezentowany po raz pierwszy w 2015 roku.
Po światowym debiucie podczas targów motoryzacyjnych we Frankfurcie we wrześniu 2015 roku, produkcja ruszyła kilka tygodni później w polskich zakładach Opla w Gliwicach. W lutym 2016 roku w angielskiej fabryce Opla w Ellesmere Port rozpoczęto produkcję wersji kombi pojazdu o nazwie Astra Sports Tourer.
Pojazd zdobył tytuł Europejskiego Samochodu Roku 2016.
Pod koniec 2018 roku wprowadzono drobne zmiany na rocznik modelowy 2019, które związane były z podniesieniem ceny podstawowej o ponad 10 000 zł, co spowodowało m.in. wycofano podstawowej wersji wyposażenia Essentia i silnika 1.4 100 KM, który nie spełniał nowych norm emisji spalin. Oprócz tego wycofano także m.in. silniki benzynowe 1.6 Turbo i diesla 1.6 CDTi w odmianach 95 KM i 160 KM Biturbo. Względem poprzedniego rocznika modelowego ceny porównywalnych wersji wzrosły o ok. 2000 zł

### Lifting
W 2019 roku samochód przeszedł facelifting. Zmieniono zderzak przedni, atrapę chłodnicy i dodano nowe wzory alufelg. Oprócz tego gruntownie przemodelowano gamę silnikową - zastosowano wyłącznie silniki 3-cylindrowe o pojemności 1.2 oraz 1.4 (też 3 cylindry) z zasilaniem o zapłonie iskrowym oraz 1.5 (również 3 cylindry) z zapłonem samoczynnym. Co ważne - silniki 1.2 pomimo tej samej pojemności to nie konstrukcja PSA ale jeszcze GM. Silniki te są produkowane w Meksyku do różnych innych modeli GM. Ponadto w wyposażeniu opcjonalnym pojawiła się 7-biegowa automatyczna skrzynia biegów CVT (łączona tylko z 3-cylindrowym benzynowym 1.4) lub 9-biegowa klasyczna automatyczna przekładnia (łączona tylko z dieslem). 
We wnętrzu zmieniono zegary (dostępne opcjonalnie lub jako standard dla najwyższej wersji Ultimate) oraz dodano opcjonalny lepszej jakości zestaw audio firmy Bose. Dzięki zmianom udało się zmniejszyć emisję CO2 nawet o 19% (W stosunku do modelu przed liftingiem.) Skutkiem ubocznym jest jednak ograniczona względem poprzedniego modelu moc silników.
Koniec produkcji wersji kombi nastąpił w kwietniu 2022 roku. Ostatni egzemplarz wersji hatchback zjechał z taśmy produkcyjnej 30 listopada 2021 roku w Gliwicach.

### Wersje wyposażeniowe

#### 2015-2018[39]
- Essentia
- Enjoy
- Dynamic
- Elite

Standardowe wyposażenie pojazdu obejmuje m.in. klimatyzację manualną, światła do jazdy dziennej wykonane w technologii LED, podgrzewanie oraz elektryczne sterowanie lusterek, elektryczne sterowanie szyb przednich, aktywne wspomaganie kierownicy, ABS, ESP, HSA. W zależności od wersji wyposażeniowej i wybranych dodatków, pojazd wyposażony może być także m.in. w chromowaną atrapę chłodnicy; system multimedialny z 4 lub 6-głośnikami oraz 7-calowym lub 9-calowym ekranem dotykowym; nawigację; kamerę cofania; skórzaną, wielofunkcyjną kierownicę; tempomat; dwustrefową klimatyzację automatyczną; przednie światła przeciwmgłowe; przycisk zmiany trybu jazdy Sport; kamerę Opel-Eye – wskaźnik odległości do pojazdu poprzedzającego z systemem ostrzegania przed kolizją i automatycznego hamowania przy niskich prędkościach, system ostrzegania o niezamierzonej zmianie pasa ruchu z układem utrzymania pasa ruchu, system rozpoznawania znaków drogowych; automatyczne sterowanie światłami; czujnik deszczu; czujniki parkowania; system bezkluczykowy; elektroniczny hamulec postojowy; elektryczną klapę bagażnika (tylko w wersji kombi), okno dachowe, a także matrycowe reflektory przednie IntelliLux wykorzystujące diody LED.

#### 2018-2019[43]
- Enjoy
- Dynamic
- Elite

#### 2019-2022
- Edition
- Elegance
- Ultimate
- GS-Line

### Silniki
| Dane:                            | 1.0 Turbo                        | 1.4 Twinport                     | 1.4 Turbo                        | 1.4 Turbo                         | 1.6 Turbo                         |
| -------------------------------- | -------------------------------- | -------------------------------- | -------------------------------- | --------------------------------- | --------------------------------- |
| Kod silnika                      | B10XFL                           | B14XE                            | B14XFL                           | B14XFT                            | B16SHT                            |
| Liczba cylindrów                 | 3                                | 4                                | 4                                | 4                                 | 4                                 |
| Pojemność skokowa (cm³)          | 999                              | 1399                             | 1399                             | 1399                              | 1598                              |
| Moc silnika, KM (KW) / obr. min. | 105 KM (77 kW) przy 4300 obr/min | 100 KM (74 kW) przy 6000 obr/min | 125 KM (92 kW) przy 4000 obr/min | 150 KM (110 kW) przy 5000 obr/min | 200 KM (147 kW) przy 5500 obr/min |
| Moment obrotowy (Nm / obr. min.) | 170 Nm przy 1800-4300 obr/min    | 130 Nm 4400 obr/min              | 245 Nm przy 2000-3500 obr/min    | 245 Nm przy 2000-4000 obr/min     | 300 Nm przy 1700-4700 obr/min     |

| Dane:                            | 1.2 Turbo                        | 1.2 Turbo                        | 1.2 Turbo                         | 1.4 Turbo                         |
| -------------------------------- | -------------------------------- | -------------------------------- | --------------------------------- | --------------------------------- |
| Kod silnika                      | F12SHL                           | F12SHT                           | F12SHR                            | F14SHT                            |
| Liczba cylindrów                 | 3                                | 3                                | 3                                 | 4                                 |
| Pojemność skokowa (cm³)          | 1199                             | 1199                             | 1199                              | 1399                              |
| Moc silnika, KM (KW) / obr. min. | 110 KM (81 kW) przy 4500 obr/min | 130 KM (96 kW) przy 5500 obr/min | 145 KM (107 kW) przy 5500 obr/min | 145 KM (107 kW) przy 5000 obr/min |
| Moment obrotowy (Nm / obr. min.) | 195 Nm przy 2000-3500 obr/min    | 225 Nm przy 2000-3500 obr/min    | 225 Nm przy 2000-3500 obr/min     | 236 Nm przy 1500-3500 obr/min     |

| Dane:                            | 1.6 CDTI                        | 1.6 CDTI                         | 1.6 CDTI                          | 1.6 CDTI                          |
| -------------------------------- | ------------------------------- | -------------------------------- | --------------------------------- | --------------------------------- |
| Kod silnika                      | B16DTC                          | B16DTE                           | B16DTH                            | B16DTR                            |
| Liczba cylindrów                 | 4                               | 4                                | 4                                 | 4                                 |
| Pojemność skokowa (cm³)          | 1598                            | 1598                             | 1598                              | 1598                              |
| Moc silnika, KM (KW) / obr. min. | 95 KM (70 kW) przy 3500 obr/min | 110 KM (81 kW) przy 3500 obr/min | 136 KM (100 kW) przy 3500 obr/min | 160 KM (118 kW) przy 4000 obr/min |
| Moment obrotowy (Nm / obr. min.) | 280 Nm przy 1500-1750 obr/min   | 300 Nm przy 1750-2000 obr/min    | 320 Nm przy 2000-2250 obr/min     | 350 Nm przy 1500-2250 obr/min     |

| Dane:                            | 1.5 Diesel                       | 1.5 Diesel                       |
| -------------------------------- | -------------------------------- | -------------------------------- |
| Kod silnika                      | F15DVC                           | F15DVH                           |
| Liczba cylindrów                 | 3                                | 3                                |
| Pojemność skokowa (cm³)          | 1496                             | 1496                             |
| Moc silnika, KM (KW) / obr. min. | 105 KM (77 kW) przy 3250 obr/min | 122 KM (90 kW) przy 3500 obr/min |
| Moment obrotowy (Nm / obr. min.) | 260 Nm 1500-2500 obr/min         | 300 Nm przy 1750-2500 obr/min    |

## Szósta generacja

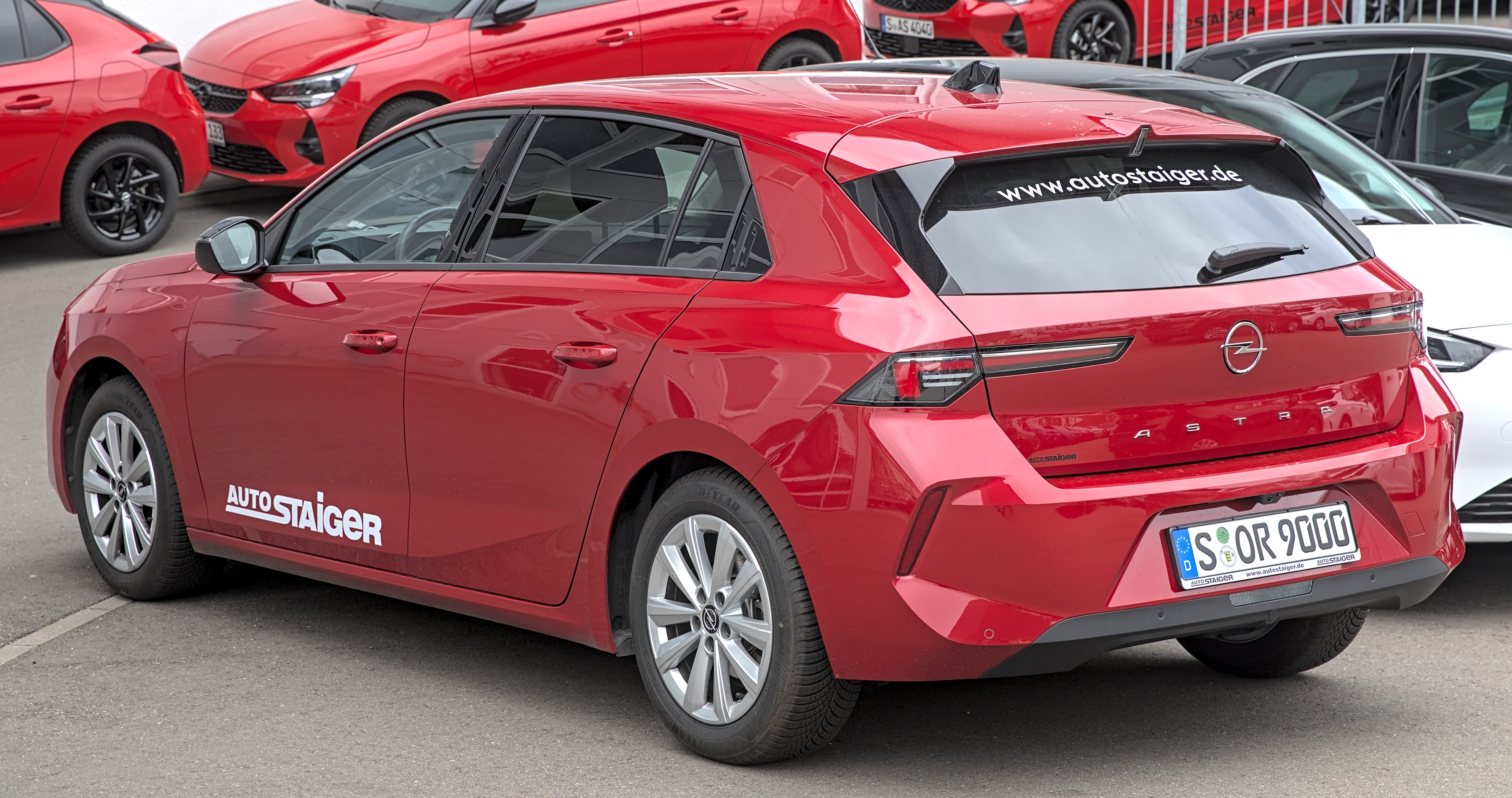
Opel Astra L - tył

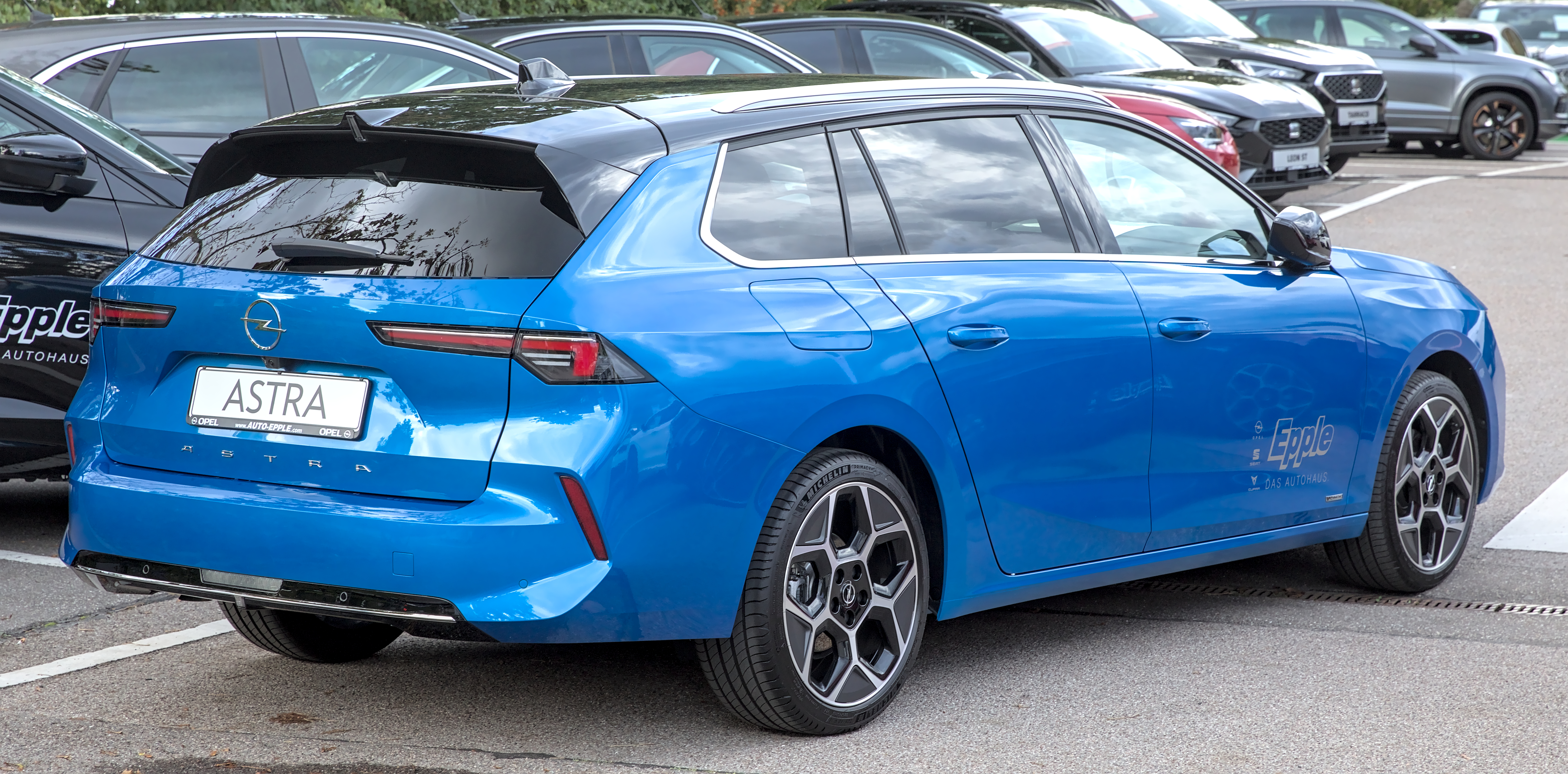
Opel Astra L Sports Tourer

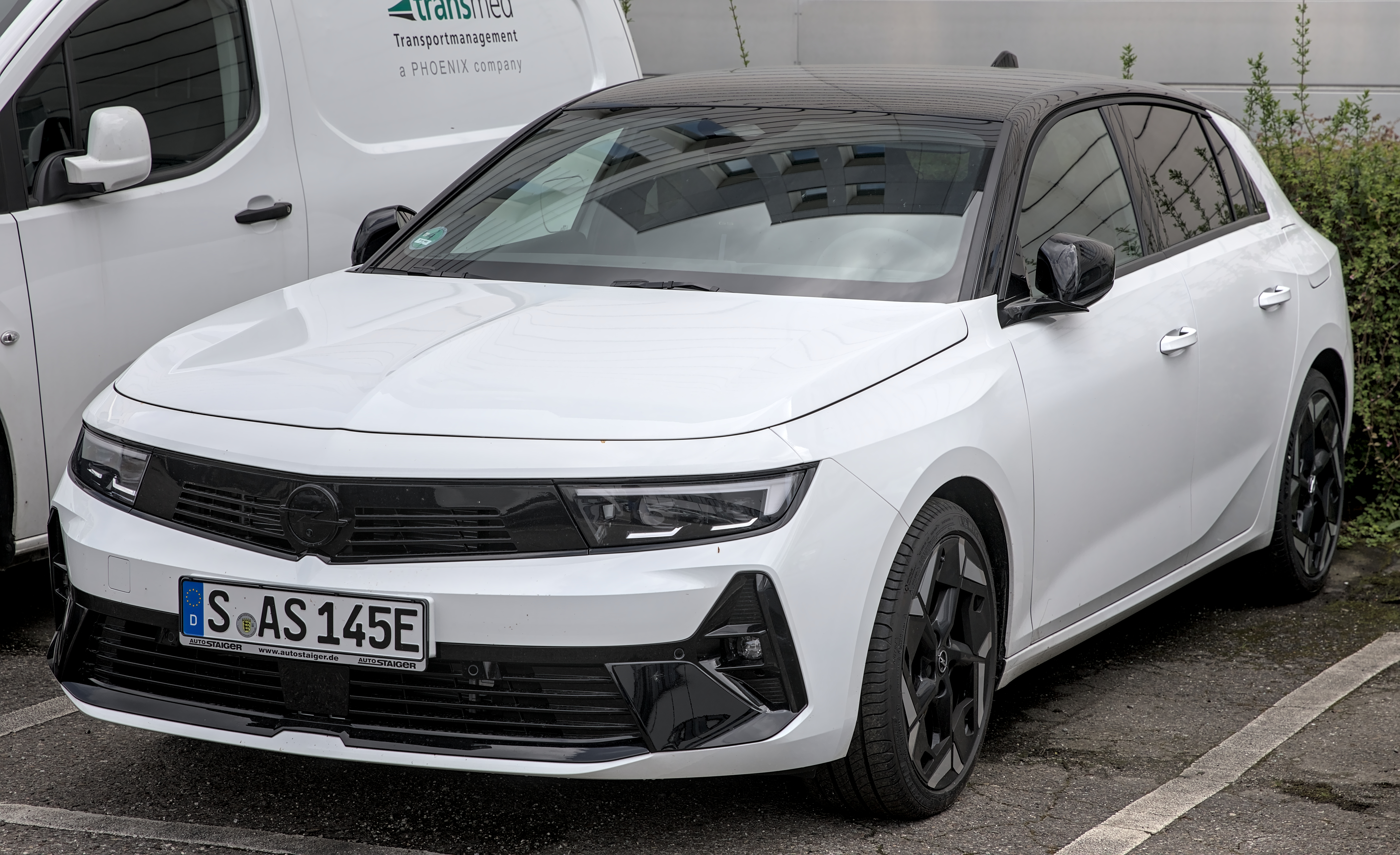
Opel Astra L GSe

Opel Astra VI został zaprezentowany po raz pierwszy w 2021 roku.
Pierwsze oficjalne informacje na temat szóstej generacji Opla Astry pojawiły się w lipcu 2019 roku. Potwierdzono wówczas, że samochód zostanie zbudowany na platformie EMP2 ówczesnej Grupy PSA razem z bliźniaczą, wówczas przyszłą, trzecią generacją Peugeota 308.
Oficjalna premiera pojazdu odbyła się dokładnie dwa lata później, w lipcu 2021 roku. Szósta generacja Opla Astry przeszła gruntowną metamorfozę w stosunku do poprzednika, powstając w zupełnie nowej estetyce wizualnej producenta wdrożonej w 2020 roku przy okazji premiery Mokki.
Charakterystyczną cechą pasa przedniego stał się tzw. Opel Vizor, charakteryzujący się wąskim pasem atrapy chłodnicy i lamp w ciemnym kolorze, a także motywem trójramiennych pasów tworzących diody LED w reflektorach i lampy tylne. Nadwozie zyskało opcjonalne dwukolorowe malowanie, a słupek C został położony pod kątem, a nazwę modelu rozszczepiono w szerokim napisie na tylnej klapie. 
W kabinie pasażerskiej zastosowany został zupełnie nowy projekt kokpitu z niestosowanym wcześniej, trójramiennym kołem kierownicy, a także układem dwóch wyświetlaczy o przydomku Pure Panel. Pierwszy z nich zastąpił zegary, drugi (dotykowy) posłużył za sterowanie m.in. systemem multimedialnym, radiem i nawigacją. Oba mają przekątną 10 cali w topowych wariantach wyposażenia. Charakterystycznym elementem stał się także wysoko poprowadzony tunel środkowy, a także przełącznik automatycznej skrzyni biegów w stylu shift-by-wire.

### Astra PHEV
Równolegle z debiutem szóstej generacji Astry, po raz pierwszy oferowana ona jest jako samochód hybrydowy typu PHEV. Spalinowo-elektryczny układ napędowy tworzy 180- lub 225-konny silnik benzynowy, a także silnik elektryczny oraz akumulator o pojemności 12,4 kWh. Dzięki funkcji ładowania z gniazdka, samochód może przejechać w trybie elektrycznym ok. 50 kilometrów.

### Astra GSe
We wrześniu 2022 roku zaprezentowano bardziej sportową i hybrydową wersję GSe, dostępną zarówno w wersji hatchback, jak i w kombi. Wersja ta ma bogatsze wyposażenie i posiada również napęd hybrydowy plug-in. 

### Astra Electric
30 listopada 2022 roku po raz pierwszy w historii modelu zaprezentowano wersję elektryczną. Jest ona dostępna w dwóch wersjach nadwozia. Posiada silnik o mocy 115 kW i zasięg 415 km.

### Sprzedaż
Po raz pierwszy w historii linii modelowej Astra, szósta generacja tego modelu nie jest już produkowana ani w polskich zakładach w Gliwicach, ani w brytyjskich w Ellesmere Port, lecz wyłącznie w niemieckim Rüsselsheim am Main. W zamian, zarówno w Gliwicach, jak i w Ellesmere Port, ulokowana została produkcja samochodów dostawczych koncernu Stellantis.
Po rozpoczęciu produkcji Astry VI w listopadzie 2021 roku, pierwsze egzemplarze zostały dostarczone do klientów latem 2022 roku. Podobnie jak dotychczas, samochód w Wielkiej Brytanii otrzymał Vauxhall Astra, gdzie jest ósmą już generacją tej linii modelowej.

### Silniki
| Układ i liczba cylindrów | Pojemność       | Paliwo  | Moc (Km)      |
| ------------------------ | --------------- | ------- | ------------- |
| Rzędowy 3 cylindrowy     | 1.2L            | Benzyna | 110KM i 130KM |
| Rzędowy 4 cylindrowy     | 1.5L            | Diesel  | 130KM         |
| Rzędowy 4 cylindrowy     | 1.6L + 12,4 kWh | PHEV    | 180KM i 225KM |

## Sprzedaż w Polsce
| Rok  | Pozycja | Liczba sprzedanych sztuk | Udział w rynku |
| ---- | ------- | ------------------------ | -------------- |
| 1997 | 7       | 22 514                   | 4,7%           |
| 1998 | 7       | 24 571                   | 4,7%           |
| 1999 | 6       | 30 210                   | 4,7%           |
| 2000 | 7       | 17 603                   | 3,7%           |
| 2001 | 9       | 7 899                    | 2,4%           |
| 2002 | b.d.    | b.d.                     | b.d.           |
| 2003 | b.d.    | b.d.                     | b.d.           |
| 2004 | 5       | 11 429                   | 3,4%           |
| 2005 | 3       | 10 665                   | 4,2%           |
| 2006 | 2       | 14 573                   | 5,7%           |
| 2007 | 9/10    | 13 723                   | 4,3%           |
| 2008 | 8       | 8 026                    | 2,3%           |
| 2009 | b.d.    | 5 509                    | b.d.           |
| 2010 | 3       | 11 635                   | 3,5%           |
| 2011 | 3       | 11 148                   | 3,5%           |
| 2012 | 3       | 8 997                    | 2,9%           |
| 2013 | 5       | 7 555                    | 2,6%           |
| 2014 | 5       | 8 797                    | 2,7%           |
| 2015 | 4       | 10 639                   | 2,6%           |
| 2016 | 3       | 14 819                   | b.d.           |
| 2017 | 3       | 15 859                   | b.d.           |
| 2018 | 3       | 15 282                   | b.d.           |
| 2019 | 6       | 13 813                   | 2,5%           |
| 2020 | 22      | 4 544                    | 1,1%           |
| 2021 | b.d.    | 3 207                    | b.d.           |
| 2022 | b.d     | b.d                      | b.d            |
| 2023 | b.d     | 2578                     | b.d            |